# République conservatrice (Argentine)
1880–1916
Entités précédentes :
- Organisation nationale (1852-1880)

Entités suivantes :
- Premières présidences radicales (1916-1930)

Dans l’historiographie argentine, il est d’usage de désigner par République conservatrice (República Conservadora), Régime conservateur, Ordre conservateur (Orden Conservador), République oligarchique (República Oligárquica),, ou Régime oligarchique la période de l’histoire de l'Argentine comprise entre les années 1880 et 1916, dans laquelle la République argentine connut, sous le gouvernement de la Génération de 1880, une rapide croissance économique et démographique et un haut développement culturel.
Sur le plan économique, la République conservatrice est l’époque où s’établit fermement le système dit modèle agro-exportateur, qui était arrimé à la périphérie de l’Empire britannique et qui ne sera abandonné que beaucoup plus tard. Le pays bénéficia d’une forte croissance de son économie, impulsée par l’expansion des terres agricoles et d’élevage, le développement des communications et des transports, et l’introduction de nouvelles techniques propres à améliorer l’agriculture. Parallèlement à cette croissance économique eut lieu une hausse notable de la population, par suite de l’immigration d’origine européenne et du progrès des conditions sanitaires du peuple. La population passa ainsi de 1 877 490 habitants comptabilisés lors du recensement de 1869, à 4 044 911 en 1895, et à 7 903 662 habitants en 1914, soit un quadruplement de la population en 45 ans. Selon les estimations du sociologue Gino Germani, on enregistra en Argentine dans la période de 1869 à 1895 une diversification de la société, résultat de l’accroissement de la classe moyenne, laquelle, représentant 10,6 % de la population en 1869, passa à 25,2 % en 1895 ; c’est-à-dire que ce groupe s’accrut avec un taux annuel de 0,56 %, alors que dans les intervalles entre les recensements de 1895 et 1914 et ceux de 1914 et 1947, ce taux n’était respectivement que de 0,27 % et 0,29 %. 
Dans le domaine culturel, la Génération de 1880 (terme qui s’applique également à l’élite politique et économique de l’époque) fit acte d’adhésion aux courants littéraires et artistiques européens ; bien que la production littéraire et artistique eût augmenté exponentiellement, elle ne parvint cependant pas à donner naissance à une expression culturelle spécifiquement argentine, ce dont fut capable au contraire l’art populaire avec la culture gauchesque et surtout avec le tango. L’État promut l’alphabétisation par le biais des écoles publiques, réussissant à réduire le taux d'analphabétisme de 78,2 % de la population au recensement national de 1869, à 54,4 % d’après celui de 1895, avec un taux de 28,1 % dans la ville de Buenos Aires. Au moyen de l’instruction publique, les autorités s’efforçaient d’homogénéiser la population, en particulier les plus jeunes, et s’attachaient à construire une « nationalité argentine ». Par la venue d’immigrants en grand nombre, les besoins en matière d’instruction publique devenaient considérables, à telle enseigne qu’en 1911, Juan A. Alsina, auparavant commissaire général du département de l’Immigration, déclara à propos des enfants des immigrants venus s’installer en Argentine que « les écoles accueillaient dans tout le pays aux alentours de 40 000 enfants, mais qu’il en restait environ 450 000 sans possibilité effective de s’alphabétiser ».
Dans le domaine politique, la période était marquée par le domination exercée tant sur le gouvernement national que sur la plupart des gouvernements provinciaux par le Parti autonomiste national (PAN) et par la Ligue des gouverneurs, qui composaient ensemble un cartel ou conglomérat politique à l’idéologie libérale, encore qu’il tendît progressivement à adopter des traits plus conservateurs et, dans l’opinion de certains historiens, oligarchiques. La principale caractéristique de la vie politique de cette période était la pratique consistant à manœuvrer les élections par des accords de coalition, par le clientélisme et par la fraude électorale. La figure politique la plus notable de la période était le général Julio Argentino Roca, qui présida le pays pendant douze ans et domina le parti gouvernemental durant au moins encore douze ans de plus, prolongeant son rôle de dirigeant indiscuté sur au total les deux tiers des 36 années que dura l’ère conservatrice.
Le début de la période peut être fixé à 1880, année où eut lieu le dernier fait d’armes de la longue guerre civile qui désola l’Argentine pendant les deux tiers du XIXe siècle, où la « question capitale » qui avait mis aux prises la capitale Buenos Aires et les « provinces intérieures » fut résolue grâce à la fédéralisation de Buenos Aires, et où le général Roca accéda pour la première fois à la présidence. L’année d’auparavant, celui-ci avait été à la tête de la conquête du Désert, série ambitieuse et controversée de campagnes militaires contre plusieurs peuples premiers, menées entre 1875 et 1885, qualifiées de génocide par une partie de l’historiographie,,,, et grâce auxquelles une grande partie de la Patagonie et de la région du Chaco purent être incorporées de façon effective au territoire argentin.
La plupart des auteurs situent la fin de la période en 1916, année où, à la faveur de l’adoption (par les conservateurs eux-mêmes) de la loi Sáenz Peña instituant le suffrage universel obligatoire et secret, le parti d’opposition Union civique radicale (UCR) put se hisser à la tête de l’État, écartant les conservateurs du pouvoir pour de longues années.

## Antécédents

### L’indépendance et la période de guerre civile

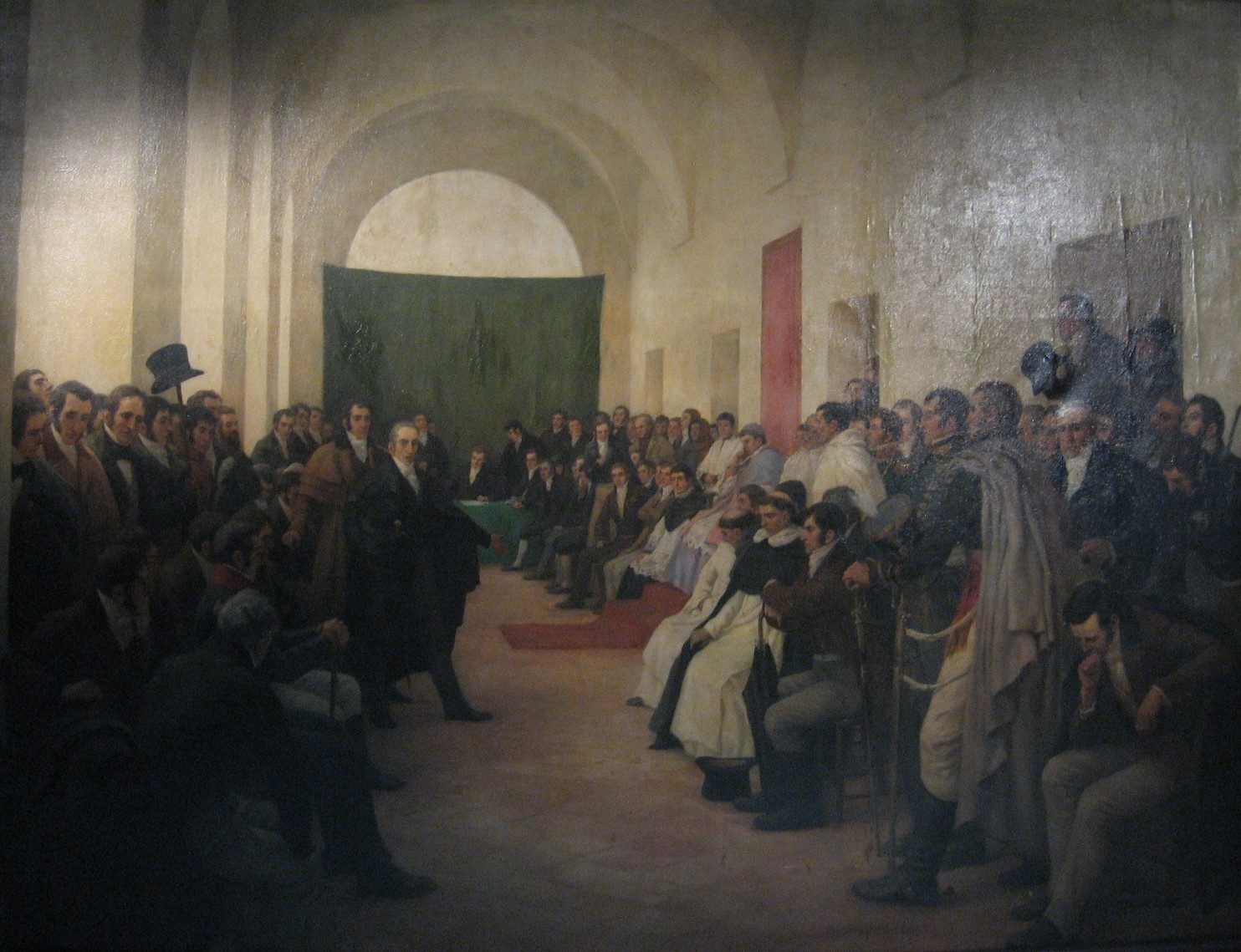
La révolution de Mai de 1810, événement à l’origine de ce qui deviendra la République argentine.

En 1810, les Provinces-Unies du Río de la Plata affirmèrent leur indépendance vis-à-vis de l’Empire espagnol, puis surent maintenir leur autonomie jusqu’à la déclaration formelle d’indépendance en 1816. Cependant, la nouvelle entité politique connut une longue période de déclin par suite de l’affrontement entre fédéralistes et unitaires, au point qu’entre les années 1820 et 1852 il n’existait plus aucune autorité nationale universellement reconnue ; en outre, les constitutions adoptées en 1819 et 1826 furent répudiées par la plupart des provinces.
Dans cette période eut lieu une transformation profonde de la structure économique du pays, en ce sens que les régions naguère les plus prospères, comme le nord-ouest, Cuyo et le nord-est, dont les économies avaient été tributaires des échanges commerciaux avec le Haut-Pérou, le Chili et le Paraguay respectivement, subirent un fort recul économique d’abord à cause du processus des indépendances, puis par suite de la concurrence que faisaient à leurs productions artisanales et industrielles les produits manufacturés en majorité d’origine britannique. Dans le même temps, le Litoral argentin, dont l’importance économique sous la Vice-royauté du Río de la Plata avait été limitée à l’activité commerciale et à l’administration publique, tirèrent profit de la rapide appréciation des produits de l’élevage, en particulier de la viande (sous la forme de viande fumée) et des cuirs, ce qui permit à cette région de jouer désormais un rôle dominant dans l’économie du pays. De plus, la province de Buenos Aires monopolisait les recettes douanières prélevables sur l’ensemble du pays, de sorte qu’elle captait ce qui était alors et de loin la principale source d’entrées financières publiques. Le commerce extérieur était monopolisé par les négociants étrangers, au premier rang desquels les britanniques.
L’anarchie politique ne fut toutefois jamais complète, grâce à la très forte influence que gardait le gouverneur de la province de Buenos Aires, dépositaire de la compétence en matière de relations extérieures et de la guerre au nom du pays tout entier, appelé à présent Confédération argentine ; cela fut le cas en particulier pendant les presque vingt ans où ce poste resta occupé par Juan Manuel de Rosas, dont le pouvoir sur le reste du pays s’appuyait sur trois piliers principaux, à savoir la persécution de ses ennemis politiques, la mainmise sur les ressources douanières, et son refus absolu d’approuver toute constitution visant à régulariser les relations entre les provinces, lesquelles se comportaient à beaucoup d’égards comme des États indépendants.
Avant l’arrivée de Rosas au pouvoir, les guerres intestines, où s’affrontaient unitaires et fédéralistes, avaient affligé le pays de façon quasi ininterrompue. Sous le gouvernement de Rosas, d’autres conflits eurent lieu, opposant cette fois alliés et ennemis de Rosas.

### La question de l’organisation nationale
La défaite définitive de Rosas en 1852 permit d’aborder enfin la question de la structuration constitutionnelle du pays, point de départ de la période dite Organisation nationale. En dépit de l’adoption de la constitution de 1853, nonobstant qu’eût été élu un président reconnu par la quasi-totalité du pays (en l’espèce en la personne de Justo José de Urquiza), et bien que le Congrès national tînt ses séances, les conflits intérieurs se poursuivaient néanmoins entre les deux camps que formaient d’une part la Confédération argentine, et d’autre part l’État de Buenos Aires et les alliés de celui-ci dans les provinces de l’intérieur.
Le pacte de San José de Flores permit la réunification définitive du pays, qui du reste accepta de renoncer à toutes ses dénominations antérieures pour ne plus user désormais que du terme Nation argentine dans les documents officiels ou, de façon plus usuelle, République argentine. Cependant, à la suite de la bataille de Pavón et de la dissolution de l’autorité nationale qui en fut le principal effet, il fallut attendre encore jusqu’à l’an 1862 pour enfin voir entrer en fonction un président — Bartolomé Mitre — qui fût reconnu comme tel pour le pays tout entier ; un nouveau congrès national commença à siéger, et pour la première fois la Cour suprême de justice de la Nation argentine ainsi que les tribunaux fédéraux de justice démarraient leur activité. Les fédéralistes feront certes encore quelques tentatives pour récupérer le pouvoir, mais vers le milieu de la décennie 1870, ils s’évanouirent définitivement en tant que parti politique.
La guerre de la Triple-Alliance contre le Paraguay (1865 - 1870) eut pour l’Argentine un considérable coût économique et humain, et la constitution d’une armée unifiée et professionnelle en sera le seul effet positif.
Pendant la période dite de l’Organisation nationale, l’immigration européenne, qui avait déjà été importante quoique plus sporadique sous Rosas, s’accrut exponentiellement ; en conséquence, la population se mit à augmenter rapidement, s’établissant, selon le premier recensement national de la population, à deux millions d’habitants environ. Les premières colonies agricoles, principalement peuplées par des immigrants, furent créées, un début de réseau ferré fut construit, qui s’étendit ensuite rapidement, et les ports du pays furent modernisés, en particulier celui de Buenos Aires. Le commerce fut libéré de ses entraves bureaucratiques et légales, et les droits d’importation furent maintenus fort bas, ce qui eut pour effet d’accroître fortement les échanges, en même temps que cela acheva de ruiner les industries locales ; la structure économique resta configurée dans une relation asymétrique de dépendance vis-à-vis des puissances européennes (surtout la Grande-Bretagne) et des États-Unis, qui vendaient des produits manufacturés à l’Argentine en échange de matières premières, plus particulièrement la laine, le cuir, la viande salée et les céréales.

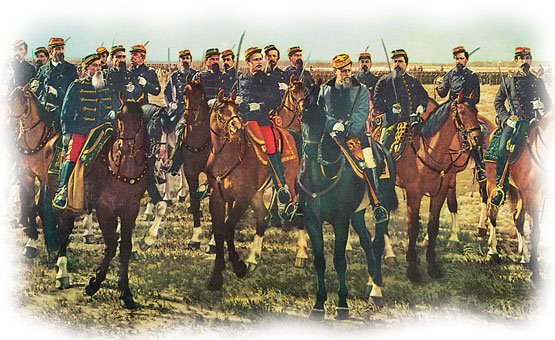
La Conquête du Désert était l’un des événements qui marquèrent le début de l’Argentine conservatrice.

Une fois terminés la guerre contre le Paraguay et les soulèvements fédéralistes, le pays eut alors le loisir de prendre à bras le corps le problème que représentait le voisinage des indigènes, tant dans le sud (Patagonie) que dans le nord (Chaco), et d’éliminer la menace qu’il représentait pour la propriété et la vie rurales, et en même temps d’incorporer au territoire national les terres sous domination indienne et de les céder à la possession privée de propriétaires argentins, qui les mirent en valeur pour l’élevage. Une succession de campagnes de représailles contre les indigènes finirent par saper leur résistance, pendant que des maladies provoquaient une diminution sensible de leurs effectifs de population. Une importante avancée en ce sens fut la construction au milieu des années 1870 de la dénommée Zanja de Alsina, ligne de défense constituée d’une enfilade de fossés (zanja = tranchée) et de fortins. En 1878, le ministre de la Guerre, le général Julio Argentino Roca, obtint l’approbation du Congrès pour son projet de campagne contre le désert, qu’il mit à exécution de façon systématique et avec succès l’année suivante, permettant ainsi l’annexion de dizaines de milliers de kilomètres carrés au territoire national, au prix de la mort de milliers d’indigènes et de la destruction de leurs familles et communautés.
Le président Bartolomé Mitre, parvenu au pouvoir grâce à un accord avec des gouverneurs libéraux — dont beaucoup devaient leur position à la protection de troupes envoyées de Buenos Aires par le même Mitre — échoua à imposer la candidature de celui qu’il avait désigné comme son successeur à la présidence, Rufino de Elizalde. L’alliance entre le Parti autonomiste de Buenos Aires et la majeure partie des gouverneurs de province porta Domingo Faustino Sarmiento à la présidence. Il se forma de facto une Ligue des gouverneurs, qui agissait comme un parti politique au niveau national, encore qu’en vue seulement de discuter des candidatures présidentielles et de réclamer une certaine loyauté dans les discussions parlementaires. La Ligue des gouverneurs se mua officiellement en le Parti autonomiste national (PAN) à partir de l’élection du président Nicolás Avellaneda.
Contraint de négocier en permanence avec les dirigeants de la province de Buenos Aires, sur le territoire de laquelle se trouvait la capitale, Avellaneda projeta de fédéraliser (c’est-à-dire mettre sous tutelle fédérale, et non plus provinciale) le territoire de la ville. À Buenos Aires, qui entendait maintenir sa prééminence parmi les provinces et où les esprits s’étaient fortement échauffés, la candidature présidentielle du général Roca pour le PAN en 1880 poussa les dirigeants portègnes à déclencher la Révolution de 1880. Celle-ci s’acheva par la déroute des rebelles, ce qui laissa la voie libre à la fédéralisation de Buenos Aires et permit à Roca de voir sa victoire électorale reconnue.

### Situation internationale

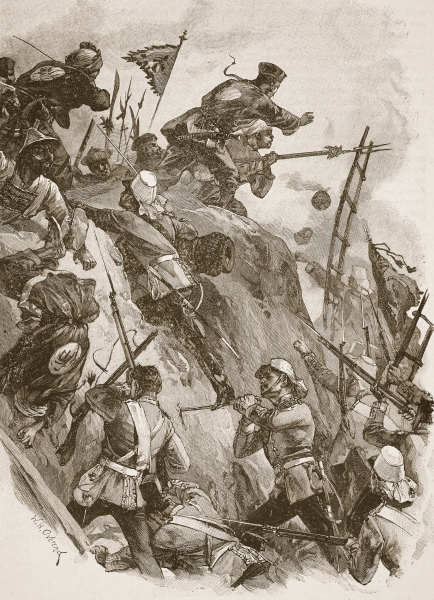
L’issue de la Seconde guerre de l'opium (1856-1860), en évinçant la Chine, consacra l’hégémonie mondiale de l’Empire britannique et avec elle l’hégémonie de l’Occident sur toutes les autres nations. L’Argentine s’inséra dans ce nouvel ordre mondial en tant que productrice de biens alimentaires pour la classe ouvrière anglaise.

Le régime politique dit República Conservadora fut instauré peu après que l’Empire britannique eut atteint l’hégémonie mondiale à la suite de sa victoire contre la Chine lors de la Seconde guerre de l'opium (1856-1860), qui donna aux Européens le droit d’exercer, sur le vaste marché chinois, le libre commerce de l’opium en guise de devise alternative à l’argent. Jusque-là, la Chine avait été pendant près de deux millénaires le centre de l’économie mondiale, faisant figure d’atelier du monde et accumulant ainsi de grandes réserves d’argent métallique. Après sa victoire, l’Empire britannique imposa un schéma de division internationale du travail, où le rôle de producteurs de biens industriels resterait réservé au pays d’Europe du Nord. 
C’est dans ce même schéma que prit place l’économie argentine, avec son modèle dit agro-exportateur (1880-1930), moderne et relativement bénéfique, appelé à fournir des biens alimentaires bon marché (viande et céréales) à la classe ouvrière industrielle britannique, produits dans les terres fertiles de la Pampa, terres détenues par un petit groupe de grands propriétaires terriens pour la plupart portègnes, tandis que les capitaux britanniques prenaient une majorité de contrôle dans les chemins de fer, les entreprises frigorifiques et les banques.

## La génération de 1880
Les hommes parvenus au gouvernement conjointement avec Roca étaient en majorité encore fort jeunes ; Roca lui-même était à un près le président le plus jeune de l’histoire argentine, et n’était, au moment de son entrée en fonction, plus âgé que son prédecesseur que de quelques semaines à peine. Passées les crises politiques des décennies antérieures, et une fois consolidée l’économie du pays après la crise qu’avait eu à affronter Avellaneda, l’optimisme était le sentiment dominant ; les groupes dirigeants, de même que les classes moyennes, étaient convaincus que des années fastes attendaient l’Argentine dans un avenir proche.
La classe dirigeante se confondait avec les propriétaires de domaines agricoles, les estancieros, et ceux qui ne possédaient pas encore de domaine, allaient en posséder un bientôt. Intellectuels, hommes politiques et artistes avaient tous des liens avec la campagne, et dans presque tous les cas retiraient d’elle la plus grande part de leurs revenus.
Leur idéologie était une version maximaliste, extrême, du libéralisme. Adeptes des philosophies progressistes d’inspiration darwiniste ou spencérienne, ils étaient persuadés que le progrès de la civilisation et de leur pays serait indéfini. Ils étaient en outre pénétrés de l’idée que le futur de l’Argentine était indissolublement associé à l’économie dite agro-exportatrice. La protection douanière, qui avait joui d’un certain consensus dans la génération précédente, ou toute autre action gouvernementale tendant à promouvoir un tant soit peu le développement industriel en Argentine, était désormais résolument écartée. José Hernández lui-même, ci-devant chantre littéraire du gaucho, déclarait que l’Argentine eut à être pourvoyeuse de matières premières pour l’Europe, pendant que le vieux continent était destiné à fournir des produits industriels à l’Argentine.
Néanmoins, le groupe gouvernant s’appliqua à renforcer l’action de l’État, à l’effet de protéger le système économique en place, en investissant dans les infrastructures publiques et, de façon générale, en étendant la portée de l’action de l’État dans le pays.

## Première présidence de Roca (1880 - 1886)

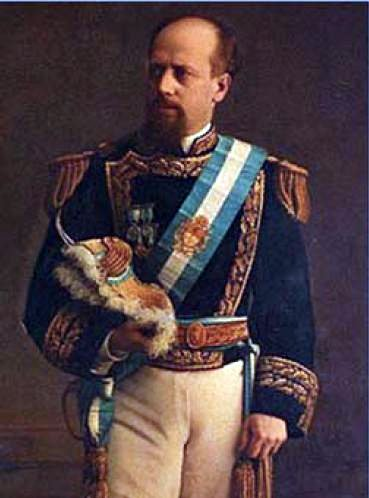
Le général Julio Argentino Roca, premier président de la période conservatrice en Argentine.

Julio Argentino Roca fut investi président le 12 octobre 1880 et choisit pour devise Paix et administration (« Paz y Administración »). Le système politique qui l’avait porté à la présidence, et qui gardera une notable stabilité longtemps encore après qu’il eut quitté le poste, reposait sur une série d’accords instables entre d’une part les gouverneurs provinciaux, qui pilotaient les élections au moyen de la fraude électorale et du clientélisme, et d’autre part le président, qui avait la main sur le budget national et pouvait en disposer soit en faveur soit à l’encontre de telle province, et était habilité, par le mécanisme constitutionnel de l’intervention fédérale, à déposer les gouverneurs contrariants. Ne pouvant se passer les uns des autres, gouverneurs et président concluaient de continuels accords permettant aux uns et aux autres de faire avancer les politiques souhaitées. En tous cas, la stabilité d’un tel système requérait dans la pratique l’inexistence de toute forme d’opposition réelle ; c’est l’objectif que poursuivaient les pratiques politiques frauduleuses. L’équilibre entre le président et les gouverneurs était nécessairement instable : le président avait été élu sous la pression des gouverneurs, mais leurs successeurs ne pouvaient accéder aux gouvernorats sans l’aval du président. En dernier ressort et en pratique, les gouverneurs étaient eux aussi choisis par le président.
Sous la présidence de Roca, le Code minier de la Nation (Código de Minería de la Nación) fut adopté, le gouvernement municipal de la nouvelle Capitale fédérale fut organisé, et la ville de La Plata, nouvelle capitale de la province de Buenos Aires en lieu et place de la ville de Buenos Aires, fut fondée.
La situation sanitaire du pays ne s’était pas significativement améliorée depuis l’épidémie de fièvre jaune de 1871 ; entre 1884 et 1887, une série d’épidémies de choléra provoqua des centaines de morts dans la capitale et dans l’intérieur du pays.

### L’économie argentine vers 1880
Roca entama son mandat dans une situation économique favorable, où les exportations augmentaient rapidement en volume et en valeur. Le système économique se soutenait par la vente de matières premières — exclusivement de nature agricole, et dans une large mesure produites dans la région pampéenne — en échange de produits manufacturés venus de l’extérieur, en particulier d’Europe.
Le principal poste d’exportation était alors, et de loin, la laine d’ovins ; marginalement, on notait un accroissement des exportations de grains, mais les céréales ne devaient pas prendre de l’importance avant la dernière décennie du siècle. Deux postes qui allaient décroissant étaient les cuirs et les viandes fumées, alors qu’augmentaient les exportations de bétail sur pied vers les pays voisins. Au début de la décennie fut lancée l’exportation de viande congelée, mais ce ne sera pas avant la décennie suivante (dans les années 1890) que celle-ci prendra la place de la laine comme principal article d’exportation.
Cependant, la situation financière de l’État argentin et des particuliers ne permit pas de mettre rapidement à profit ces circonstances propices, de sorte qu’il fallut massivement faire appel au crédit, en particulier aux emprunts à l’étranger. En pratique, l’État national ne disposait pas de sa propre monnaie, ce à quoi le gouvernement remédia par la Loi sur la monnaie nationale (Ley de Moneda Nacional) tendant à unifier le système monétaire argentin et autorisant la Banque nationale à émettre de la monnaie. Une brève crise économique survenue fin 1884 fut résolue en décrétant le cours forcé du papier-monnaie et en levant un nouvel emprunt extérieur.
Une bonne part des ressources économiques était destinée à des travaux d’infrastructure, tels que les chemins de fer, dont le kilométrage passa de 2516 à 6 161 km durant le mandat de Roca, et les bâtiments publics. Toutefois, une partie très importante de ces ressources fut employée à construire des édifices fastueux, dont le coût était très au-dessus de l’utilité ; d’autre part, il est frappant que la très grande majorité de ces investissements bénéficia à Buenos Aires et à la nouvelle capitale bonaerense, La Plata. Une politique de crédits fut mise en œuvre à destination de personnes privées, crédits dont une proportion considérable se retrouva aux mains de spéculateurs, voire de créanciers chroniques, qui ne s’acquitteront jamais de leurs dettes. Ce nonobstant, la persistance de la bonne conjoncture économique et de la croissance de la production agricole permit à Roca de poursuivre sa politique d’investissements sans soubresauts majeurs.

### Politique culturelle et confrontation avec l’Église catholique

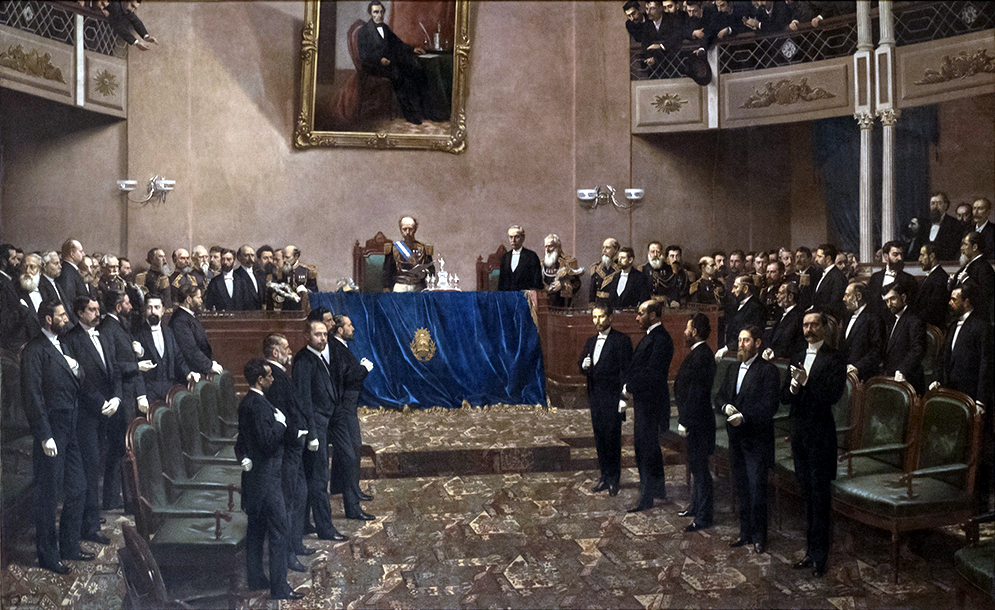
Le président Julio A. Roca inaugurant l’année législative 1886.

Sous la pression de l’opinion publique laïciste, le gouvernement décida de procéder à la séparation de l’Église catholique et de l’État ; ainsi fut adoptée la loi sur l’état civil, puis, au lendemain du premier Congrès pédagogique national, la loi no 1420 sur l’enseignement instaurant l’instruction primaire obligatoire et gratuite, laquelle devait en outre présenter un caractère laïc, avec interdiction pour les écoles publiques de dispenser un enseignement religieux.
La rude confrontation avec le nonce apostolique (en), monseigneur Luigi Matera (de), opposé à ces réformes, termina par l’expulsion de celui-ci et la rupture de fait des relations avec le Saint-Siège. En riposte, un groupement politique catholique fut constitué, lequel, dirigé par José Manuel Estrada, se proposait de faire obstacle à l’hégémonie libérale et anticléricale de l’élite gouvernante. Pourtant, en dépit de la résistance des dirigeants catholiques contre ce qu’ils prenaient pour une série d’attaques à la religion traditionnelle, d’importants progrès furent accomplis quant à l’alphabétisation de la population, et s’il existait dans tout le pays 1 214 écoles publiques à son accession au pouvoir, Roca en léguera à son successeur un total de 1 804 ; les écoles normales, destinées à la formation des maîtres, passèrent de 10 à 17, le nombre total d’enseignants augmenta de 1 915 à 5 348, et les effectifs d’enfants scolarisés passèrent de 86 927 à 180 768.

### Dernières campagnes contre les indigènes
La campagne militaire dénommée Conquête du Désert, œuvre de Roca, mais accomplie sous le gouvernement de son prédécesseur Avellaneda, avait permis d’incorporer au territoire sous domination effective de l’État argentin la partie ouest de la région pampéenne ainsi que le nord de la Patagonie. Il restait alors à annexer le reste de la Patagonie et la région du Chaco, ce qui sera le principal objectif militaire du gouvernement de Roca.
Dans le nord de la Patagonie, une succession de campagnes militaires entreprises contre les derniers groupes mapuche indépendants, comme celles de 1881 et de 1882, permirent dans un premier temps d’incorporer les actuels territoires de Neuquén et de Río Negro. Par d’autres campagnes encore, l’État argentin fut en mesure de s’emparer de l’actuel territoire de Chubut, notamment après la capitulation finale du cacique Sayhueque, le premier jour de l’année 1885.
Si à l’autre extrémité du pays, la conquête du Chaco argentin, effectuée dans les années 1881 à 1889, apparaissait plus aisée a priori compte tenu des effectifs indigènes à affronter, nettement moindres, elle dut cependant faire face à de graves difficultés de ravitaillement en eau et à des problèmes sanitaires chez les expéditionnaires. La campagne la plus importante, menée par le ministre de la Guerre Benjamín Victorica, eut lieu en 1884. Quoique la conquête du Chaco ne puisse être considérée comme tout à fait achevée avant les dernières années du XIXe siècle, c’est sous le gouvernement du général Roca que la majeure partie de cette opération militaire fut menée à bien.

### Les Territoires nationaux
En 1884 fut sanctionnée la loi no 1.532 relative aux Territoires nationaux, en vertu de laquelle l’administration des territoires n’appartenant à aucune des provinces était assignée à l’autorité fédérale et par laquelle était prescrite la manière dont le gouvernement desdits territoires devait être organisé. La même loi délimitait les territoires nationaux de Misiones, de Formosa et du Chaco dans le nord, et ceux de La Pampa, de Neuquén, de Río Negro, de Chubut, de Santa Cruz et de Terre de Feu dans le sud. Il fut établi en outre que ces territoires obtiendraient le statut de province, à égalité avec celles déjà constituées, lorsqu’ils auraient atteint les 60 000 habitants.
Ces nouveaux territoires étaient des terres de confins, où les habitants allaient se fixer où ils pouvaient, jusqu’à ce que les propriétaires, dès qu’ils avaient acheté leurs terrains sur le marché à Buenos Aires, n’ordonnent de les en déloger. La situation des indigènes était pire encore : on les rassemblait dans des réductions, mais, dans nombre de cas, celles-ci étaient ensuite mises en vente à Buenos Aires, à la suite de quoi les indigènes n’avaient plus qu’à quitter les lieux, en abandonnant le peu qu’ils y avaient pu construire.
Par ailleurs, une partie des territoires du nord allait passer en possession de grandes entreprises, lesquelles tendaient ensuite à concentrer en leurs mains la totalité du pouvoir, monopolisant le commerce, finançant l’administration publique et la justice, et disposant de leurs propres corps de police et de leur propre monnaie. C’était le cas par exemple de la firme forestière britannique La Forestal, qui créa jusqu’à 40 villages, plusieurs ports, 400 kilomètres de voies ferrées privées et une trentaine d’usines.
La situation n’était guère différente dans le sud, où de la même manière, les propriétaires d’estancias (domaines agricoles) monopolisaient le commerce et la production lainières. La seule exception était la colonie galloise du Chubut, qui s’était constituée et organisée socialement et culturellement en marge de la société argentine, quand même elle était méticuleusement contrôlée par les autorités. À partir de 1884, les Gallois eurent même leur propre chemin de fer.

### Politique extérieure

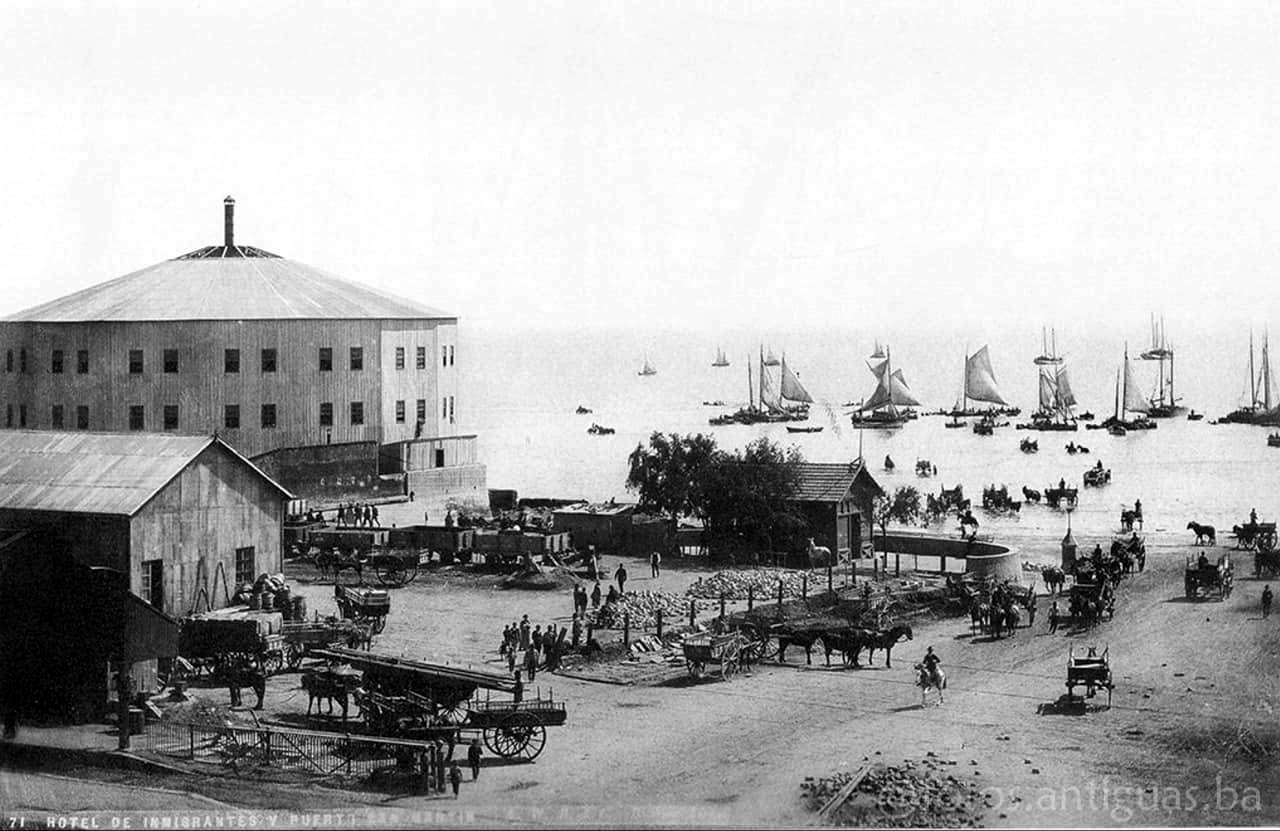
L’hôtel des Immigrants (à l’emplacement de l’actuel Retiro), en 1880. Sous le gouvernement de Roca, l’immigration européenne s’accrut considérablement. Entre 1883 et 1884, l’hôtel doubla sa capacité d’hébergement, de 4000 à 8000 personnes.

La principale préoccupation en matière de politique extérieure du gouvernement de Roca était de fixer les frontières avec le Chili, lesquelles n’avaient jamais été arrêtées avec precisión auparavant. À cet effet fut signé avec ce pays en 1881 à Buenos Aires le Traité des frontières, qui stipulait que « dans cette zone la ligne de frontière courra par les sommets les plus élevés de ladite Cordillère, [c'est-à-dire ceux] qui séparent les eaux, et passera entre les versants qui s’amorcent de part et d’autre [...] », et ce jusqu’au parallèle 52 sud ; à partir de ce point, il fut établi que le détroit de Magellan serait intégralement chilien, que seule une fraction de la Grande île de la Terre de Feu appartiendrait à l’Argentine, et que les îles situées au sud du canal Beagle jusqu’au cap Horn reviendraient au Chili. 
Bien que le traité représentât un progrès évident, plusieurs points demeuraient sans solution. Le premier était la fixation des limites dans les vastes sections où les « sommets les plus élevés » ne coïncidaient pas avec la ligne de partage des eaux. Le deuxième point était lié aux suites de la guerre du Pacifique, lors de laquelle le Chili occupa la Puna de Atacama, jusque-là possession bolivienne ; les limites entre ce territoire et l’Argentine n’avaient pas encore été déterminées, et ne pouvaient pas faire l’objet d’accord aux termes du traité de 1881 attendu que ledit territoire comprenait de vastes bassins endoréiques. Aussi un nouveau contentieux émergea-t-il à cette occasion, qui ne serait pas résolu avant 1898.
En vertu du traité, une partie de la Grande île de la Terre de Feu devait échoir à l’Argentine. Une expédition, sous le commandement d’Augusto Lasserre, visita cette région en octobre 1883, et fit acquisition, de la main du missionnaire britannique anglican Thomas Bridges, des installations créées par celui-ci le long du canal de Beagle, événement généralement considéré comme l’acte fondateur de la ville d’Ushuaïa. Peu après s’amorça le peuplement du nord de l’île, en grande partie par les soins de chercheurs d’or, parmi lesquels se signala en particulier le Roumain Julius Popper, puissant entrepreneur, qui parvint à disposer de sa propre police et émettait sa propre monnaie.
Toujours en rapport avec ce traité, l’Argentine tenta d’assurer sa souveraineté sur les vallées les plus riches des Andes patagoniennes ; le gouverneur du Territoire national de Chubut, Luis Jorge Fontana, s’empara de l’une d’elles le 16 octobre, et y fonda, au cours du même mois d’octobre 1885, la ville d’Esquel, non loin des colons gallois.
Deux années après la fin de la présidence de Roca, les critères devant permettre une délimitation exacte de la ligne de partage des eaux furent précisés plus avant, jusqu’à obtenir l’accord des deux parties. Les avancées en cette matière furent cependant très lentes à se réaliser.
Dans le domaine des relations avec l’Europe, le gouvernement n’entreprit pour ainsi dire aucune action ; toutes les relations que l’on se proposait de resserrer étaient de nature commerciale ou touchaient à la politique d’immigration. Concernant cette dernière, des accords furent signés avec plusieurs pays pour assurer la continuité du flux migratoire en direction de l’Argentine. Par un décret de 1881, l’on rendit possible l’immigration juive en provenance de l’Empire russe, ce que les Argentins accueillirent avec une certaine hostilité. Dans un premier temps, l’immigration juive était majoritairement orientée vers la colonisation agricole.
Les immigrants européens créèrent les premiers syndicats argentins, dont seul celui des typographes réussira dans la première décennie à acquérir une certaine importance. La fondation du Club Vörwarts par des immigrants allemands en 1882 donna une nouvelle impulsion à la presse de gauche et permit d’étendre l’activité syndicale à d’autres secteurs, en particulier industriels et du bâtiment ; son activité intellectuelle tendait à s’aligner sur les débats socialistes qui se tenaient à la même époque en Europe. La première centrale syndicale, la Fédération des travailleurs de la Région argentine, sera fondée en 1890.
Les rapports avec la Grande-Bretagne, excellentes durant toute la durée de la présidence de Roca, incitèrent celui-ci à remettre sur le tapis les revendications argentines relatives à la souveraineté sur les îles Malouines. À noter que de telles revendications avaient été soulevées d’abord à l’époque de Rosas, mais plus jamais depuis lors formulées par aucun gouvernement durant toute la période de l’Organisation nationale.
Vers la fin du mandat de Roca, l’appui donné par son gouvernement à José Miguel Arredondo pendant la Révolution du Quebracho donna lieu à un bref incident diplomatique avec l’Uruguay, qui fut résolu par la promesse — jamais remplie — de châtier les responsables de cet appui.

## Présidence de Juárez Celman (1886-1890)

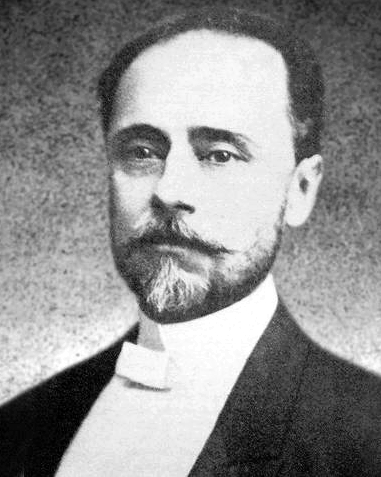
Le président Juárez Celman.

En 1886, lorsqu’il s’agit d’élire un successeur au président Roca, les différents factions dirigeantes commencèrent à s’affronter, malgré l’absence de toute divergence politique réelle. Roca s’abstenant pendant un temps de se prononcer sur sa succession, Bernardo de Irigoyen, personnage doté de quelque prestige, jugea opportun de parcourir le pays pour sa campagne électorale, en vue d’une victoire que l’on considérait comme acquise. Cette tournée suscita de fortes résistances dans plusieurs provinces ; ce que voyant, Roca finit par manifester sa préférence pour son beau-frère, l’ancien gouverneur de Córdoba Miguel Ángel Juárez Celman.
Pour affronter la candidature de Juárez Celman, une liste hétérogène dénommée Partidos Unidos fut créée, qui réunissait des dirigeants mécontents de ladite candidature et proposa comme leur candidat Dardo Rocha, remplacé au dernier moment par Manuel Ocampo. Cette liste remporta la victoire dans les provinces de Buenos Aires et de Tucumán, mais dans le reste du pays la victoire alla au futur président Juárez Celman.
Sous son mandat, le Code pénal fut adopté et entra en vigueur.

### L’Unicato
Dans les premières années de son mandat, Juárez Celman suivit la même politique que Roca (en ce compris ses accords avec les gouverneurs), voire se laissa ostensiblement guider par son prédécesseur. Sa politique dans les domaines intérieur, économique et extérieur fut la continuation pure et simple de celle de Roca.
Sur le modèle des accords signés avec le Chili, l’Argentine conclut un accord préliminaire avec la Bolivie, par lequel la frontière commune entre les deux pays fut provisoirement fixée au 22e parallèle sud jusqu’au río Pilcomayo.
Au lendemain des élections législatives de 1888, se soustrayant désormais à l’influence de Roca, assujettissant à son autorité tout l’appareil bureaucratique de l’État ― qui jusque-là avait été mené par des fonctionnaires œuvrant avec une grande autonomie vis-à-vis du président ―, et soumettant également plusieurs gouverneurs, Juárez Celman entreprit de mettre en œuvre la politique dite de l’Unicato, c’est-à-dire la concentration de la totalité du pouvoir politique et public dans la personne du président, en tant que Chef unique de la Nation et du PAN,.
Sous le précédent gouvernement négociateur de Roca, des critiques s’étaient fait jour dans plusieurs groupes épars à propos du peu d’inclination du gouvernement à gouverner démocratiquement. La prétention de Juárez Celman d’éliminer les dissidences internes, en se faisant nommer « Chef unique » (Jefe Único) du PAN, favorisa la convergence de différentes factions, qui allaient adopter envers les formes politiques prises par l’Unicato une position de plus en plus critique, tant dans la presse que par des manifestations de rue. Selon ces critiques, la politique de l’Unicato avait conduit à un désintérêt massif dans la population pour les sujets politiques ; rassurée devant le progrès économique illimité qui semblait se profiler, la population ne se préoccupait pas de savoir qui gouvernait, ni guère plus de savoir quels moyens étaient employés pour gouverner. Pourtant, l’opposition ne parvint pas à se rassembler en un mouvement politique nouveau, jusqu’à ce que la crise économique mît fin à la sensation générale de bien-être.

### Apogée du privé et crise économique

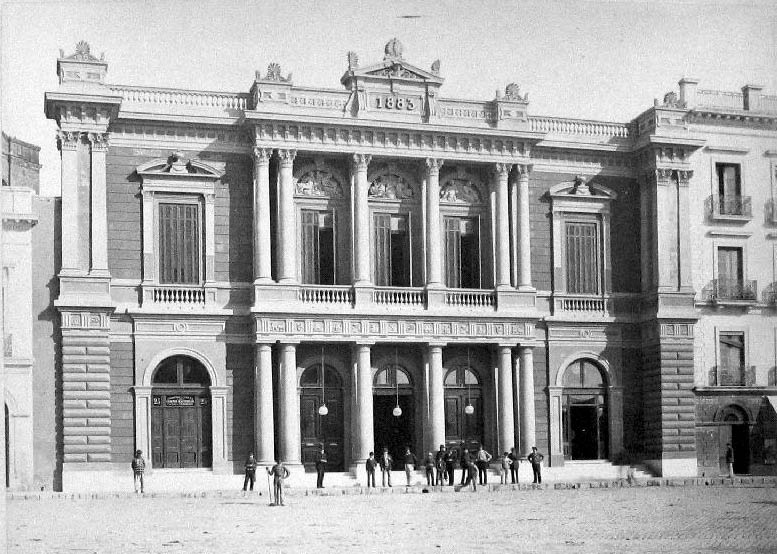
La spéculation quotidienne à la bourse de commerce de Buenos Aires déclencha en 1890 une crise économique, qui entraîna à son tour une grave crise politique.

Juárez Celman non seulement maintint dans une large mesure le haut niveau de spéculation commerciale et boursière de son prédécesseur, mais accéléra encore le processus par une politique active de privatisation. Il donna en concession la construction de dizaines de lignes ferroviaires et fit adopter la loi de Banques garanties (Ley de Bancos Garantidos), autorisant à établir des banques provinciales privées, habilitées à émettre de la monnaie. Cette situation, conjuguée à l’irresponsabilité fiscale du gouvernement, eut pour résultat une escalade spéculative et une émission monétaire incontrôlée, ce qui à son tour conduisit à un endettement chronique des banques et à une hausse des taux d’intérêt. L’État national et les États provinciaux ainsi que les banques s’endettaient rapidement, tandis qu’un fort flux de divises, en particulier de Grande-Bretagne, alimentait la bulle spéculative. À la bourse de commerce de Buenos Aires, fondée en 1885, 4000 opérateurs de bourse spéculaient sur toute sorte de valeurs, publiques et privées, dont la couverture ne cessait de s’affaiblir.
Les cercles dirigeants eux-mêmes étaient contaminés par le jeu spéculatif, et l’État national aussi bien que les autorités provinciales spéculaient avec leurs propres trésors et actifs. Particulièrement significative à cet égard fut la privatisation de l’entreprise publique jusqu’alors la plus florissante de l’histoire argentine, les Chemins de fer ouest de Buenos Aires (Ferrocarril Oeste de Buenos Aires), dont la vente fut justifiée justement par ses excédents d’exploitation et financiers.
Mais pendant que le capital étranger continuait d’affluer vers le système, celui-ci se soutenait et s’accroissait à un rythme inédit : entre 1886 et 1890, l’économie nationale connut un chiffre de croissance étonnant de 44 %. Durant la décennie 1880, 40 % de tous les capitaux britanniques investis hors du Royaume-Uni l’étaient en Argentine. La plus grosse part des investissements extérieurs servit à financer le réseau ferroviaire, qui s’agrandit ainsi de 3 800 km, frôlant un kilométrage total de 10 000 km. Outre dans les chemins de fer, il y eut d’importants investissements dans les ports, dont ceux de Bahía Blanca, de Rosario, et de La Plata, et à Buenos Aires, Puerto Madero fut mis en chantier.
Les producteurs animaliers jouissaient également d’une forte expansion économique, grâce à la diffusion de systèmes productifs plus modernes ― les clôtures de fil de fer barbelé s’étaient répandues dans tout le pays, et les premiers moulins à vent pour eau venaient d’être installés en Argentine ― et grâce à l’incorporation de terres venant d’être conquises aux dépens du territoire indigène. Les exportations se diversifièrent quelque peu, grâce aux exportations de laine, de viande congelée — le premier établissement frigorifique fut implanté en 1881 — et de céréales, dont la part dans les exportations atteignaient à la fin de la décennie 16 % de la valeur totale.
La situation financière toutefois commença à entrer en crise à la fin de 1888, quand la Banco Constructor de La Plata fit faillite. L’une après l’autre, en une succession rapide, plusieurs institutions financières eurent à faire face à des difficultés de payement, et plusieurs banques étrangères passèrent près de la banqueroute. Après que la banque Baring Brothers eut reconnu son erreur d’avoir misé de l’argent dans la bulle spéculative qu’était devenue l’Argentine, l’afflux de capitaux étrangers cessa du tout au tout, et la phase la plus critique de la dénommée Panique de 1890 s’enclencha.
Peu après, l’État argentin se déclara en cessation de paiements et répudia les dettes contractées par les Bancos Nacionales Garantidos (banques créées en 1887 pour harmoniser la création monétaire) et par les provinces, se déclarant donc de fait en faillite, situation de laquelle l’État argentin ne réussira à se dégager que plusieurs années après.

### La révolution du Parc

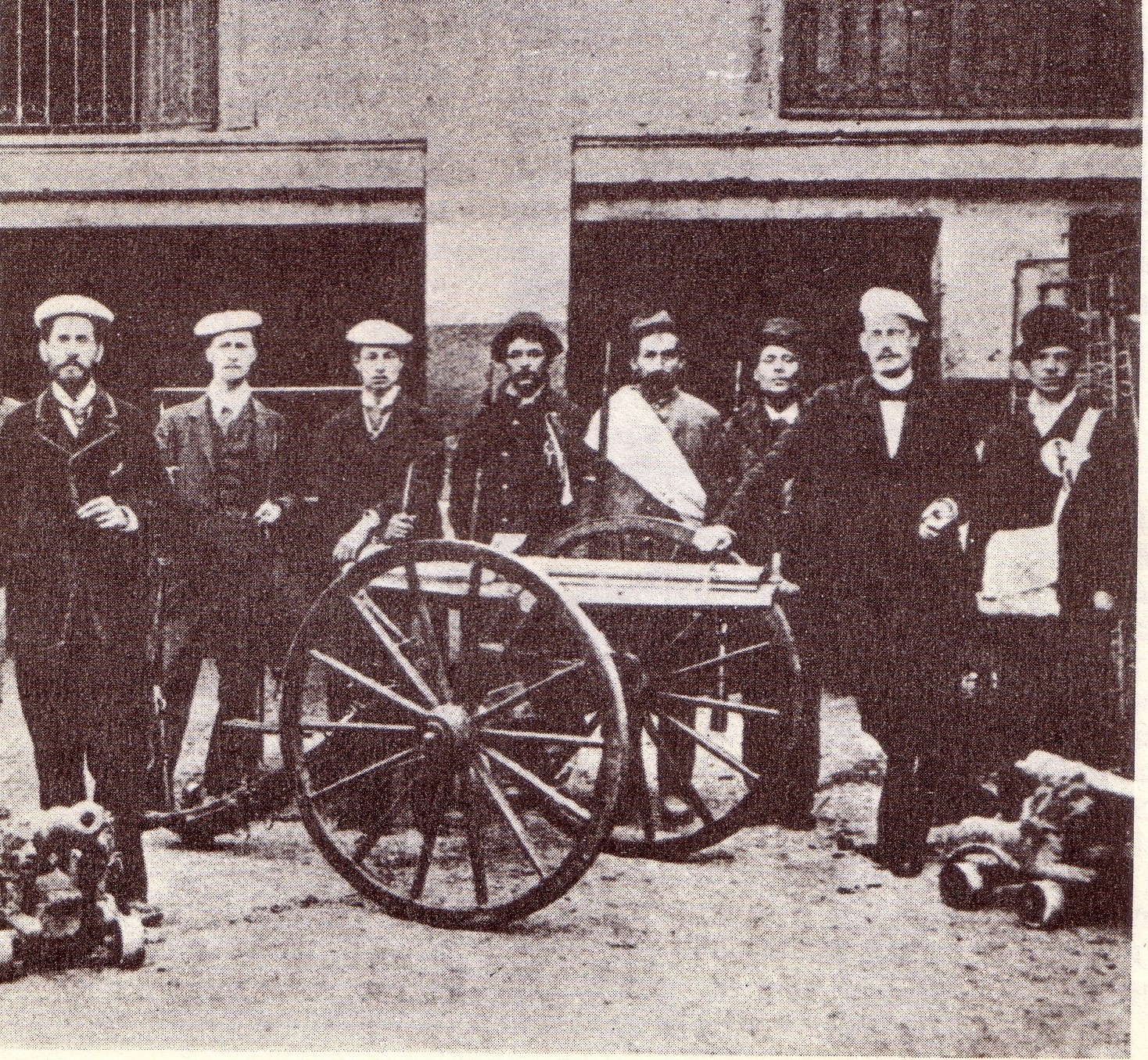
Groupe de révolutionnaires se tenant à côté d’un canon.

Le 26 juillet 1890 eut lieu une tentative de coup d’État connue sous le nom de révolution du Parc, dont l’objectif était de renverser le gouvernement présidé par Miguel Juárez Celman. Le mouvement était emmené par l’Union civique récemment fondée, et dirigé notamment par Leandro N. Alem, Bartolomé Mitre, Aristóbulo del Valle, Bernardo de Irigoyen et Francisco Barroetaveña.
Le putsch avait été précédé par la grave crise économique de 1890, aboutissement de deux années de crise financière, et par des acccusations de corruption et d’autoritarisme proférées par l’opposition. Un Comité révolutionnaire, de même qu’une loge militaire, désignée par Loge des 33 officiers (en espagnol Logia de los 33 oficiales), furent constitués. Parmi ses chefs figurait le sous-lieutenant José Félix Uriburu, qui 40 ans plus tard allait prendre la tête du coup d’État qui renversa Hipólito Yrigoyen.
Le plan des putschistes prévoyait que les forces rebelles se concentreraient dans le parc d’artillerie de Buenos Aires (d’où le nom que prendra la tentative de coup d’État) et que la flotte bombarderait la Casa Rosada et la caserne de Retiro. Dans le même temps, des groupes de miliciens civils devaient faire prisonniers le président Juárez Celman, le vice-président Pellegrini, le général Levalle, ministre de la Guerre, et le président du senat Julio Argentino Roca, et couper les voies de chemin de fer et les lignes télégraphiques.
À la date convenue pour le soulèvement, le 26 juillet 1890 au matin, un régiment de civils armés se rendit maître du stratégique parc d’artillerie de la ville de Buenos Aires (où se dresse aujourd’hui le bâtiment de la Cour suprême de justice), sis à 900 mètres du palais de gouvernement, pendant que, simultanément, d’autres contingents d’insurgés marchaient vers ledit parc à partir d’autres points. Au même moment, la majeure partie de l’escadre navale stationnée dans le port à l’embouchure du Riachuelo, c’est-à-dire au sud de la Casa Rosada, entra en insurrection, à l’issue d’un violent affrontement armé. Les troupes révolutionnaires disposaient de l’appui de civils armés organisés en milices civiques.
Le lieu où le gros des forces gouvernementales vint se concentrer était le Retiro, faubourg nord-ouest de Buenos Aires. Là se trouvait une importante caserne, à l’endroit où s’étend aujourd’hui la Plaza San Martín, et aussi la gare terminus du chemin de fer de Retiro, d’importance stratégique car permettant d’acheminer vers la capitale les troupes cantonnées dans les provinces. Au Retiro s’étaient retrouvés dès 6 heures du matin tous les hommes clef du gouvernement, à savoir : le président Miguel Juárez Celman, le vice-président Carlos Pellegrini, le président du sénat Julio Argentino Roca, le ministre de la Guerre, le général Nicolás Levalle, qui prit le commandement direct sur les troupes loyalistes, et le chef de la police, le colonel Alberto Capdevila. Après que le gouvernement se fut rassemblé dans la caserne de Retiro, Juárez Celman quitta Buenos Aires, sur le conseil de Pellegrini et de Roca, lesquels en conséquence assumèrent la direction politique.
Les troupes révolutionnaires une fois concentrées dans le parc d’artillerie, le général Manuel Jorge Campos changea le plan arrêté la nuit précédente, et au lieu d’attaquer les positions du gouvernement et de s’emparer de la Casa Rosada, donna ordre de rester à l’intérieur du parc. Les historiens en leur grande majorité attribuent cette décision à un accord secret conclu entre Campos et Roca ; ce dernier en effet aurait encouragé la revolte pour provoquer la chute du président Juárez Celman, mais tout en évitant une victoire des rebelles, ce qui eût porté au pouvoir Leandro Alem comme président provisoire.
La flotte insurgée alla se positionner derrière la Casa Rosada et entreprit de bombarder au hasard la caserne de Retiro, l’hôtel de police et la zone limitrophe au sud de la ville, et la Casa Rosada. La lutte se poursuivit jusqu’au 29 juillet, jusqu’au moment où les rebelles se rendirent sous la condition qu’il ne serait pas exercé de représailles à l’encontre des révolutionnaires.
Le nombre des victimes de la révolution de 1890 n’a jamais pu être bien établi. Différentes sources évoquent des chiffres allant de 150 à 300 morts ou, sans distinguer entre morts et blessés, de 1 500 victimes au total. Le 6 août 1890, Miguel Juárez Celman démissionna de sa fonction de président et fut remplacé par le vice-président Carlos Pellegrini, qui nomma pour son ministre de l’Intérieur Julio Argentino Roca, qui était celui qui, politiquement, sortit le plus renforcé de ce coup d’État avorté.

## Présidence de Pellegrini (1890-1892)

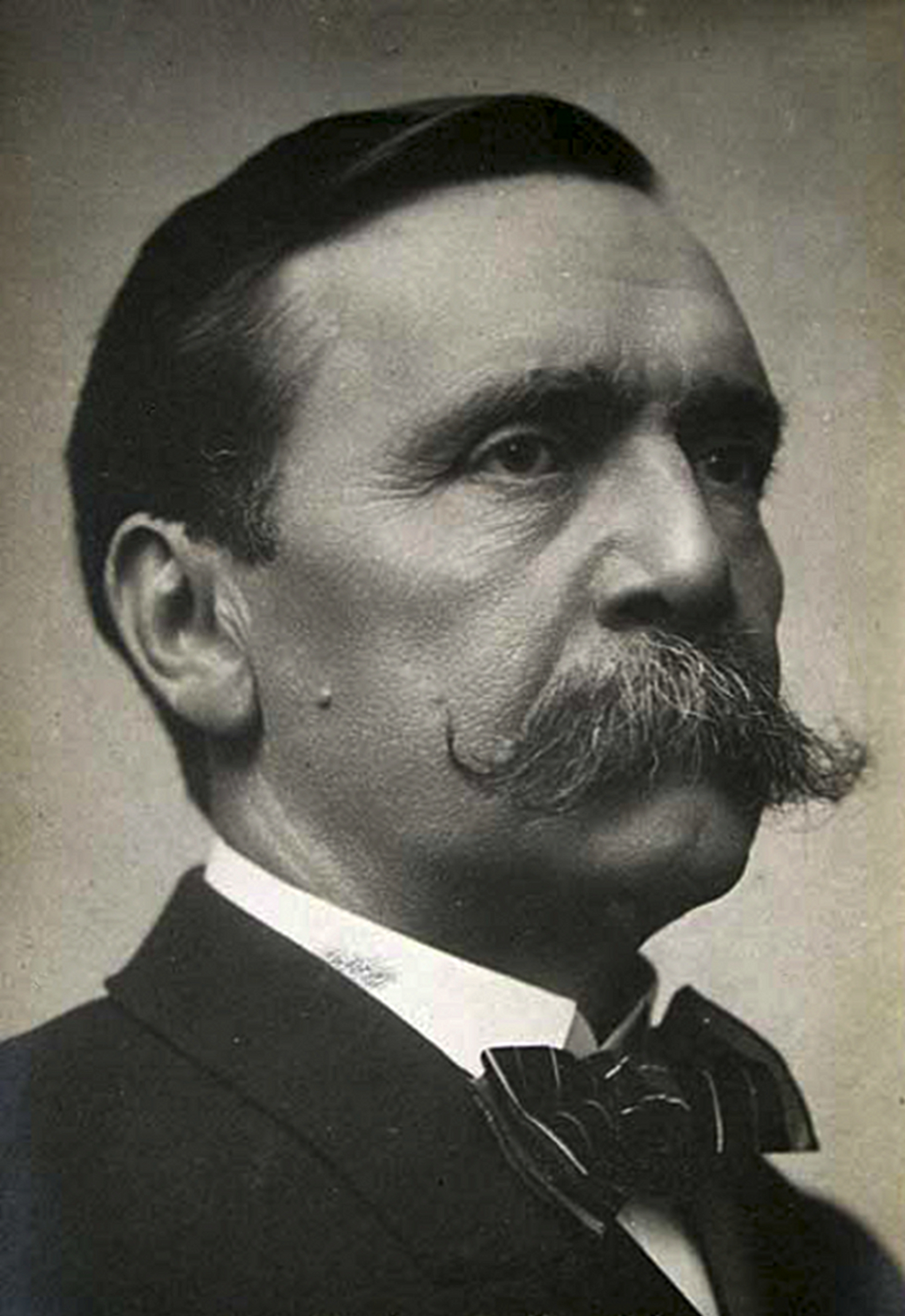
Carlos Pellegrini.

Le pays subissait les effets de la crise : les recettes fiscales atteignaient à peine 70 % de ce qu’elles étaient les années antérieures, les banques ― celles du moins qui n’avaient pas fait faillite, car plusieurs avaient déposé le bilan ― étaient paralysées, et la monnaie continuait à se déprécier. Les premières mesures prises par Pellegrini étaient destinées à pallier le déficit fiscal : il chargea un groupe d’hommes d’affaires de souscrire à un emprunt de 15 millions de pesos, puis missionna Victorino de la Plaza à renégocier à Londres les conditions et l’échéancier de la dette publique argentine ; il n’obtint cependant guère plus qu’un moratoire de la banque Rothschild.
Dans le même temps, son ministre des Finances, Vicente Fidel López, appliqua des mesures strictes d’austérité publique, en commençant par la suspension de quasiment tous les travaux publics, et renationalisa quelques entreprises auparavant privatisées par son prédécessseur et dont les adjudicataires étaient incapables de remplir leurs contrats. Il décida également d'augmenter les taxes à l’importation, ce qui accrut significativement les entrées fiscales.
En 1891, il créa la Banque de la Nation argentine, à capitaux mixtes, ce qui permit d’assainir le système financier, car il s’agissait d’une banque nouvelle, non grevée des dettes de celles qui avaient survécu à la crise. Au terme d’une période de restriction monétaire, il revint à une politique d’expansion de la monnaie en circulation, afin de ne pas compliquer les transactions.
Vers la fin de cette année, quelques travaux publics furent remis en chantier, notamment le Musée historique national, l’École supérieure de commerce Carlos Pellegrini et le Jardin botanique de Buenos Aires.
Si le redressement économique ne se manifesta pas de manière visible avant la fin de son mandat, les historiens considèrent en général que ce furent ses mesures économiques qui permirent à l’Argentine de sortir de la crise. L’autre facteur crucial était l’extension systématique de la superficie ensemencée, grâce à quoi l’on sut compenser par une production accrue la baisse temporaire des prix des viandes et des céréales.
Parmi les conséquences qu’eurent la crise et la politique adoptée en vue de la résoudre, il convient de relever en particulier la tendance à la concentration des entreprises : les petites entreprises, naguère foisonnantes, furent pour la plupart absorbées par de plus grandes, comme ce fut le cas par exemple pour les chemins de fer.

### La succession présidentielle
Sous le mandat de Pellegrini, trois nouveaux partis, indépendants du PAN, firent leur apparition ; l’un d’eux était le Parti autonomiste national/ligne moderniste ou Parti moderniste, dirigé par Roque Sáenz Peña. Comme la principale candidature d’opposition était celle de Bartolomé Mitre, candidat à la présidence pour l’Union civique, Roca se réunit avec lui et promit que le PAN lui donnerait ses voix en échange de son engagement à unir ses listes de candidats députés et sénateurs  avec celles du PAN. C’était là un coup de maître de Roca, qui tenta ainsi de reconduire la politique de l’accord, pour éviter la concurrence électorale. La plus grande partie de l’Union civique, emmenée par Leandro N. Alem, rejeta l’accord ; les partisans de Mitre firent officiellement sécession de l’Union civique, et fondèrent l’Union civique nationale, qui pendant dix ans voudra poursuivre la politique de l’accord. Pour leur part, les partisans de Leandro Alem mirent sur pied l’Union civique radicale (UCR), avec à sa tête Alem lui-même.
Le binôme de la victoire semblait consolidé, cependant Roca décida de ne courir aucun risque et sut convaincre Mitre qu’ils devaient tous deux se tenir à l’arrière-plan, et persuada ensuite le père de Roque Sáenz Peña, Luis Sáenz Peña, juriste avec une faible vocation politique, de se porter candidat à la présidence au nom du pouvoir en place. Le fils renonça à sa candidature présidentielle pour ne pas avoir à affronter le père.
La position du gouvernement apparaissait de plus en plus solide, mais Roca voulait aller plus loin encore : il sut amener Pellegrini à faire arrêter Alem et les principaux dirigeants radicaux, sous l’accusation d’avoir planifié une révolution sanglante. Le candidat présidentiel de l’UCR fait prisonnier, les élections se tinrent sans autre liste que celle du gouvernement en place : le binôme Luis Sáenz Peña et José Evaristo de Uriburu fut élu resp. président et vice-président à l’unanimité du collège électoral. Il n’y eut certes pas fraude, mais il n’y eut pas non plus de réelle élection présidentielle,.

## Présidence de Luis Sáenz Peña (1892-1895)

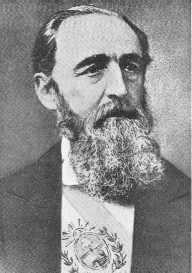
Luis Sáenz Peña.

Sáenz Peña, en entamant son mandat présidentiel, était pénétré de ce que sa mission était d’achever de résoudre la crise ; son ministre des Finances, Juan José Romero, déterminé à ne pas contracter de nouvelles dettes, entreprit de renégocier personnellement à Londres celles existantes : la situation financière de l’Argentine força les banquiers à accepter les conditions posées par Romero, qui en effet obtint quelques remises de dette dans le capital et un délai de remboursement un peu plus long. Vers le milieu de 1893, la crise pouvait être considérée comme terminée.
Durant le mandat de Sáenz Peña, le ministère des Travaux publics parvint à développer sensiblement le réseau ferroviaire, à telle enseigne que toutes les capitales de province, à l’exception de La Rioja, se trouvaient désormais raccordées au rail. Les villes de Buenos Aires, de Rosario et de Santa Fe purent finir d’aménager leur port, et la capitale nationale fit percer l’Avenida de Mayo (avenue de Mai), qui deviendra pour plus d’un demi-siècle la vitrine de la métropole.
En 1894 fut votée la loi 1.894, qui prévoyait la cession de grandes portions du Territoire national du Chaco aux provinces limitrophes, la province de Santa Fe en étant la plus grande bénéficiaire.
La situation politique cependant devenait de jour en jour plus instable, à cause de l’évidente incapacité du président ; Sáenz Peña changea à plusieurs reprises l’intégralité de son cabinet ministériel, en tâchant, mais en vain, de s’éviter les critiques de la presse. La même situation tendit à se propager vers les provinces intérieures, dans plusieurs desquelles le gouvernement fut renversé, par quoi l’instabilité s’accrut encore. Sáenz Peña, de plus en plus désorienté, essaya toutes les alliances possibles, puis finalement, face à l’imminence d’une révolution radicale, nomma Aristóbulo del Valle (cofondateur, aux côtés d’Alem, de l’Union civique radicale) ministre de l’Intérieur. Celui-ci le convainquit de désarmer les Gardes nationales, dans le but apparent de se prémunir contre de nouvelles révolutions, pourtant peu de jours plus tard éclatait la révolution radicale de 1893.
Les gouvernements de province s’étant ainsi retrouvés désarmés, les révolutionnaires, emmenés par Hipólito Yrigoyen, réussirent à en renverser plusieurs, y compris ceux de Buenos Aires, de Santa Fe et de La Plata, où fut mis en place un gouvernement provisoire qui dura neuf jours, et où les troupes révolutionnaires furent ovationnées par les habitants de la ville. Les indécisions de Del Valle et les dissensions entre Alem et son neveu Yrigoyen firent échouer le mouvement, et leurs troupes finirent par être battues par l’armée nationale. Mais ce néanmoins, l’UCR avait été sur le point de l’emporter et démontré une capacité d’organisation politique inhabituelle. Peu après, Del Valle mourut inopinément, et deux ans et demi plus tard Alem se suicida ; l’UCR vint alors à être entièrement dominé par la figure d’Yrigoyen.
L’année suivante, l’UCR s’essaya finalement à prendre part aux élections et l’emporta dans la province de Buenos Aires, bien que l’alliance des roquistes et des mitristes permît d’offrir le gouvernement provincial à Guillermo Udaondo. Dans les provinces de l’intérieur en revanche, le pouvoir en place triomphait de toutes parts grâce à une fraude électorale scandaleuse et à la violence exercée contre les radicaux. Vaincus dans les urnes, et sans perspective aucune de jamais l’emporter dans des scrutins manœuvrés par Roca et son entourage, les radicaux se claquemureront par la suite dans une abstention électorale absolue.
Cependant Luis Sáenz Peña n’avait déjà plus ses ministres en main, qui gouvernaient suivant les consignes données par Roca et Pellegrini, et qui à la mi-janvier 1895 présentèrent collectivement leur démission. Le 22, Sáenz Peña remit à son tour sa démission, que l’opinion publique argentine accueillit avec soulagement.

## Présidence d’Uriburu (1895-1898)

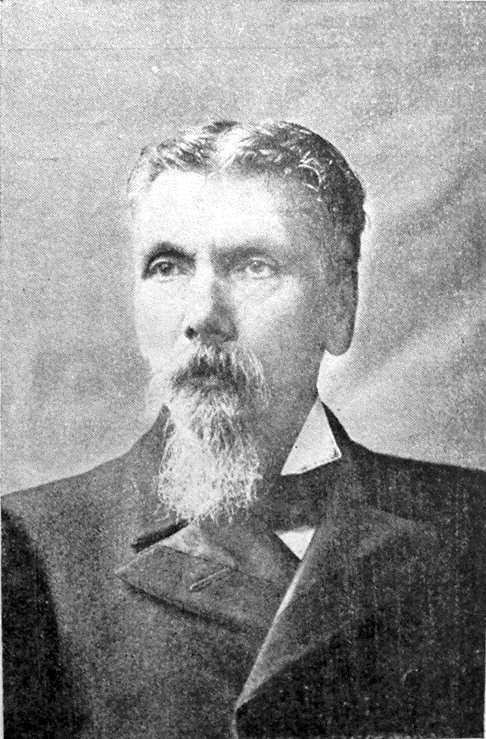
Le président José Evaristo Uriburu.

Dépourvu d’un groupe politique pour l’appuyer, le vice-président Uriburu, devenu président par l’effet de la démission de Luis Sáenz Peña, était entièrement tributaire de Roca, pour lors président provisoire du sénat. En revanche, il possédait une expérience et un sens politiques considérables, le rendant à même de constituer et de conduire un gouvernement stable et universellement respecté. L’une de ses premières mesures fut d’accorder l’amnistie aux hommes ayant participé aux deux révolutions radicales, ce qui lui valut la gratitude de beaucoup de ceux qui y avaient été impliqués.
Sous son mandat, le gouvernement, aiguillonné par un important excédent fiscal, engagea une phase d’importants investissements publics. Plusieurs chantiers immobilisés depuis cinq ans furent menés à leur terme sous son gouvernement.
Le péril des révolutions radicales écarté, particulièrement après la mort de Del Valle et d’Alem, et toutes les campagnes militaires contre les indigènes terminées, le président résolut d’adapter les forces armées et la marine aux nécessités découlant des seules hypothèses de conflit encore envisageables, à savoir un éventuel scénario de guerre internationale. Les cinq années de crise avaient entraîné un notable retard dans la mise à jour de l’équipement de ces deux armes, motif pour Uriburu de décider un réarmement massif, par l’achat d’un armement moderne et de plusieurs vaisseaux. En outre, il ordonna la création de la base navale de Puerto Belgrano près de Bahía Blanca.
En octobre 1895 fut adoptée une loi prescrivant le service obligatoire dans la Garde nationale pour tous les jeunes gens âgés de 20 ans révolus, étape préliminaire à la future instauration du service militaire obligatoire en Argentine.

### Les conflits avec le Chili et le Brésil
Les retards pris dans les travaux de fixation des frontières sur la cordillère des Andes, conjugués aux nouvelles concernant le réarmement des forces armées argentines, finirent par alarmer les fractions les plus belliqueuses de l’opinion publique au Chili. Le ministre chilien des Relations extérieures lui-même, ainsi que l’ambassadeur du Chili à Buenos Aires, s’associèrent à ces attitudes bellicistes, le dernier cité allant jusqu’à conseiller d’attaquer l’Argentine le plus tôt possible et appelant de ses vœux l’acquisition par son pays de nouveaux navires de guerre. Cependant, après plusieurs semaines d’escalade belliciste dans la presse des deux pays, lorsque déjà une guerre apparaissait imminente, le président chilien Errázuriz et son homologue argentin se prononcèrent énergiquement en faveur de la paix.
D’autre part, Uriburu enjoignit à la Commission de démarcation des deux États de travailler sans répit ; chaque fois qu’une discordance se faisait jour, des experts eussent à être mis à contribution, tandis que ladite Commission poursuivrait son chemin, marquant les points frontaliers sur lesquels on pouvait être d’accord ; si les experts ne parvenaient pas à résoudre les discordances ― l’expert pour la partie argentine était Francisco P. Moreno ―, il y aurait lieu alors de demander à leur sujet un arbitrage au roi d’Angleterre. La démarcation fut finalement réalisée avec célérité.
Un autre contentieux encore qui put être réglé sous la présidence d’Uriburu ― au demeurant entièrement au préjudice de l’Argentine ― était celui qui opposait l’Argentine au Brésil à propos de la limite orientale du Territoire national de Misiones. En 1895, le président américain Grover Cleveland, appelé à statuer, adjugea au Brésil la totalité du territoire en litige.

## Deuxième présidence de Roca (1898-1904)

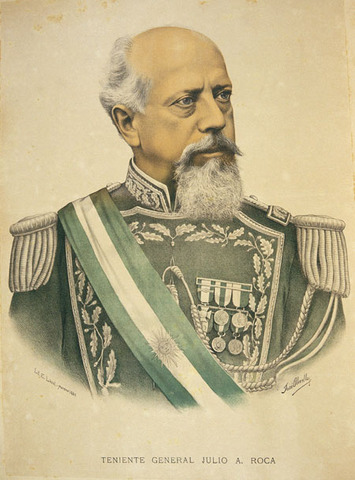
À sa deuxième prise de fonction comme président, Roca apparaissait prématurément vieilli.

La clause tacite conditionnant le soutien de Roca à Uriburu portait que celui-ci ne fît pas obstacle aux ambitions du général d’accéder une nouvelle fois à la présidence. Du reste, Roca y réussit : il organisa dans tout le pays des accords entre coalitions (cúpulas), puis des élections frauduleuses, qui lui permirent d’occuper à nouveau la fonction suprême.
Il sut ainsi gagner à lui toutes les provinces, excepté une, la province de Buenos Aires, où le contrôle du scrutin par la presse rendit impossibles la fraude et la pression sur les électeurs, et où le radical Bernardo de Irigoyen l’emporta. Cependant, même ce contretemps se révéla finalement utile pour Roca, étant donné que la candidature de De Irigoyen avait divisé les radicaux entre une aile qui avait opté pour participer aux élections, et une aile révolutionnaire dirigée par Hipólito Yrigoyen, qui se cramponnait fermement à une attitude d’abstention. Quand même les deux groupes arboraient encore le même sigle de parti, ils devaient depuis lors aller se séparant peu à peu, d’autant plus que le gouverneur De Irigoyen allait conclure des accords successifs avec le roquisme.
Une fois arrivé au gouvernement, Roca se montra un homme politique indécis et désorienté ; les faits les plus importants le prenaient de court et ses réactions tendaient davantage à détourner l’attention de ses adversaires qu’à apporter une réponse adéquate aux événements eux-mêmes.
Son ministre de l’Instruction publique, Osvaldo Magnasco, projeta de créer un grand nombre d’écoles techniques et agro-techniques, dont il n’existait jusque-là que fort peu d’exemples en Argentine. Le projet fut repoussé par le congrès, et Magnasco dut démissionner après avoir créé à peine quelques dizaines de ces écoles.
À l’initiative du ministre de la Guerre de Roca, Pablo Riccheri, le service militaire obligatoire fut instauré par la loi 4031,. D’autre part, une modernisation accélérée de l’armée fut engagée, avec l’aménagement notamment de nouvelles bases militaires, telles que celle de Campo de Mayo, aux environs de Buenos Aires, dans le but d’éviter que les casernes dans la capitale ne pussent à nouveau servir de point d’appui à des révolutions militaires. Le régiment de Grenadiers à cheval, fondé par le général José de San Martín, fut ressuscité pour remplir la fonction d’escorte présidentielle.

### Politique étrangère

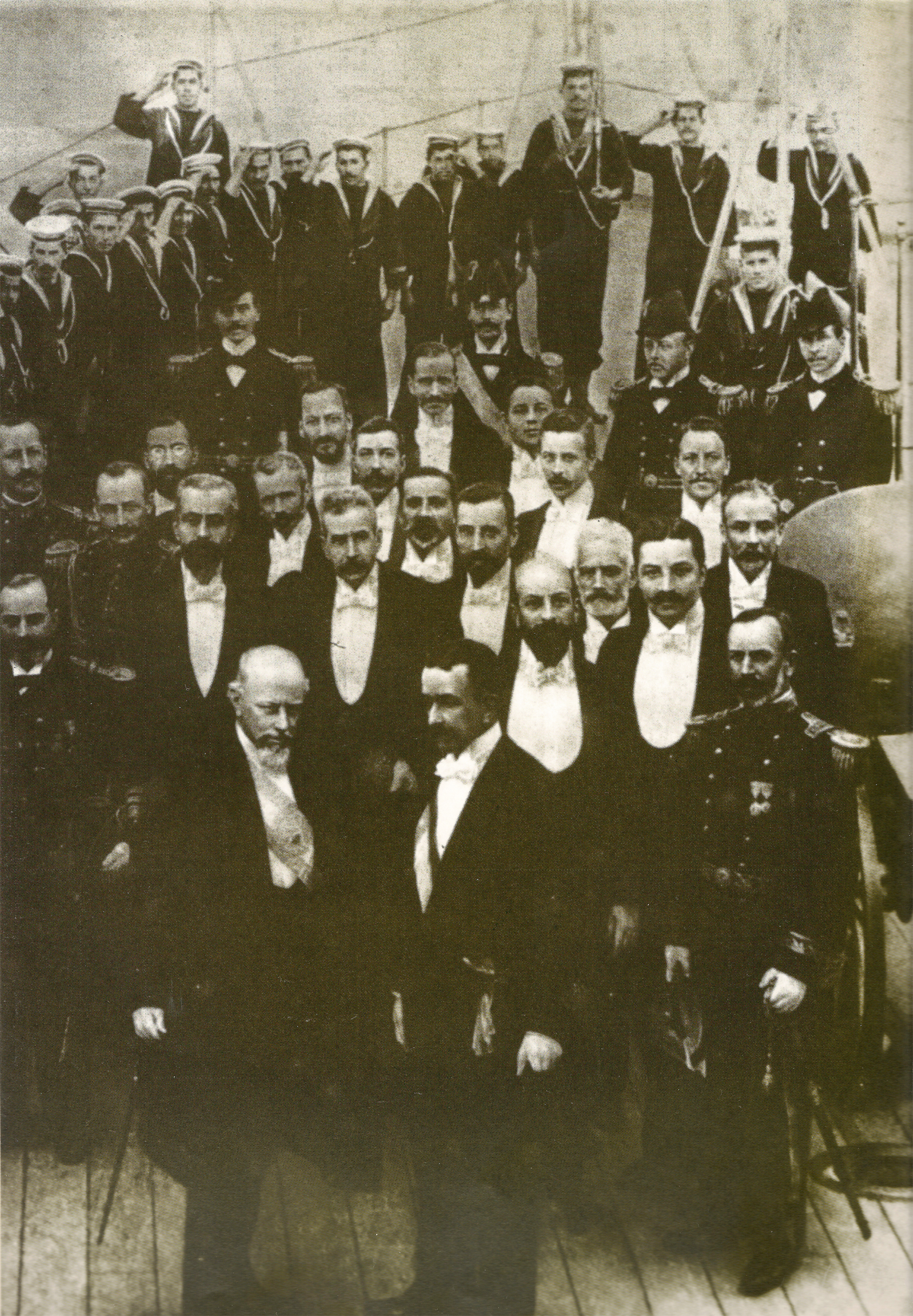
Les présidents Roca et Errázuriz sur le détroit de Magellan.

Moins de trois mois après le début de son gouvernement, Roca entreprit un voyage dans le sud du pays, dont la première étape fut une brève visite à la colonie galloise du Chubut. Il poursuivit sa navigation vers le sud, faisant étape à Ushuaïa, continua ensuite son périple par le canal Beagle vers l’ouest, puis par le détroit de Magellan jusqu’à Punta Arenas, où il s’entretint avec le président chilien Errázuriz ; cette rencontre eut pour effet de hâter la résolution du litige de la Puna de Atacama, en ceci qu’il fut décidé de s’en remettre à une commission arbitrale dirigée par le président américain James Buchanan, qui rendit son avis le 24 mars 1899. En 1900, le nouveau Territoire national des Andes sera créé à la suite de cet avis.
Plus tard, Roca visita l’Uruguay et le Brésil, visites auxquelles se rendirent les présidents respectifs de ces pays, donnant lieu à des échanges sans conséquences majeures.
En 1901, sur initiative présidentielle, le gouvernement renoua ses relations diplomatiques avec le Saint-Siège et fera dans les années suivantes plusieurs gestes de rapprochement avec la hiérarchie catholique.
Le 28 mai 1902, son représentant de Roca au Chili signa avec ce pays les dénommés pactes de Mai, qui mirent un frein à la course aux armements entre les deux pays, et consentit à soumettre à l’arbitrage de la couronne britannique non seulement les différends frontaliers déjà existants, mais aussi ceux qui surviendraient à l’avenir.
En décembre 1902, le Chancelier (ministre des Affaires étrangères en Argentine) Luis María Drago lança une vaste campagne internationale visant à faire condamner l’attaque militaire que le Royaume-Uni et l’Empire allemand avaient perpétrée sur le littoral du Venezuela afin de contraindre ce pays à régler sa dette extérieure ; à cette occasion fut élaborée la doctrine Drago, universellement reconnue depuis lors, qui interdit que la dette publique puisse donner lieu à une intervention armée, et moins encore à l’occupation du territoire d’un État débiteur.
Début 1904, un protocole d’accord fut signé avec la Bolivie fixant avec une meilleure précision les frontières déjà tracées en 1888, et aux termes duquel la localité de Yacuiba vint à appartenir à la Bolivie. Les limites entre les deux pays seront établies de façon définitive en 1925.
Toujours en 1904, l’Argentine amorça l’occupation de son territoire antarctique par la création d’un premier établissement permanent, à savoir une base sur les îles Orcades du Sud. La Base antarctique Orcadas a été occupée par l’Argentine jusqu’à ce jour (2019), élément de fait dont l’Argentine pourrait se prévaloir pour affirmer sa souveraineté sur une partie de l’Antarctique.

### Politique économique

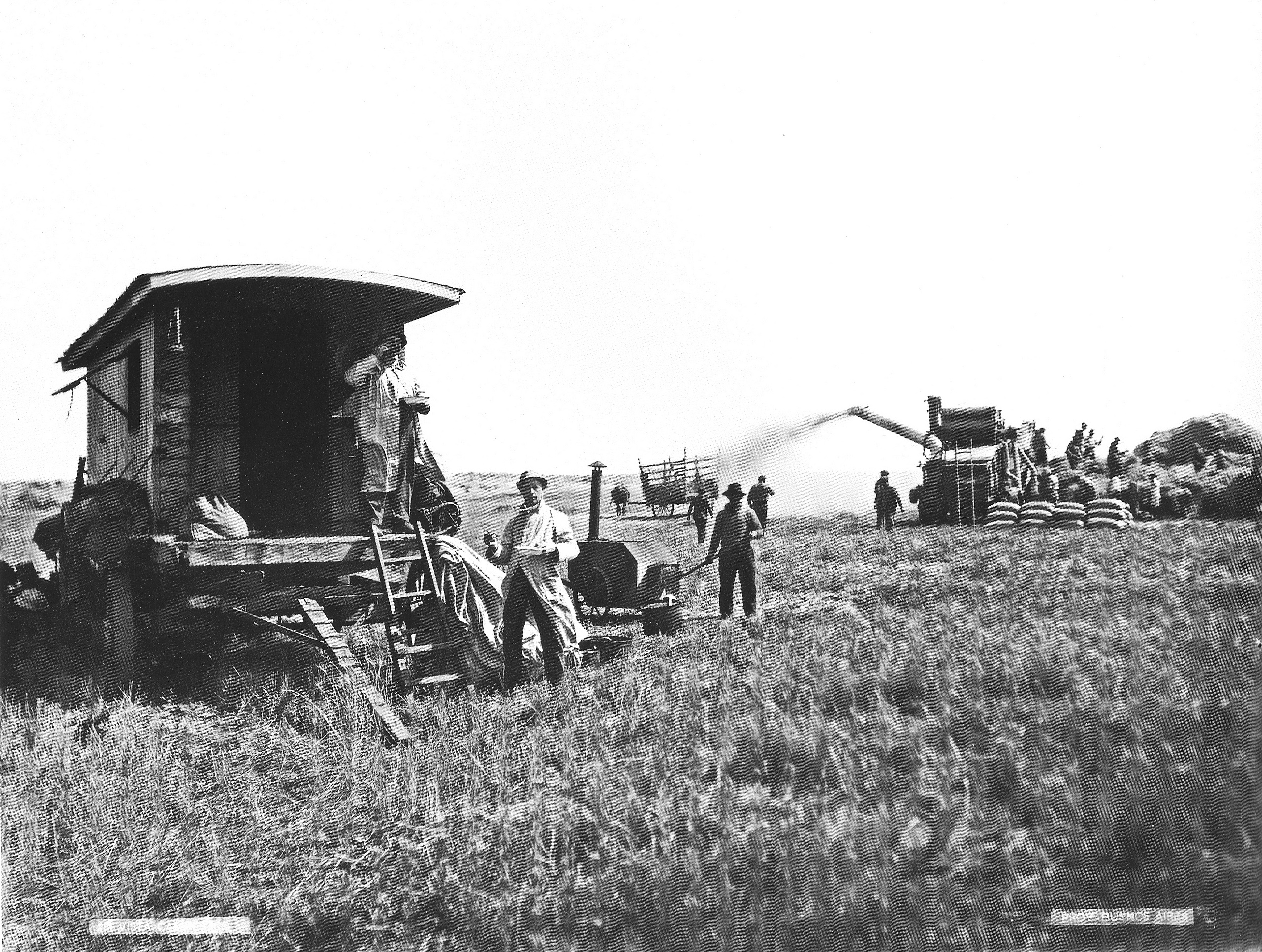
La production de céréales remplaça progressivement l’élevage ovin comme pilier de l’économie argentine à partir de la crise de 1890. Sur la photo : battage du grain.

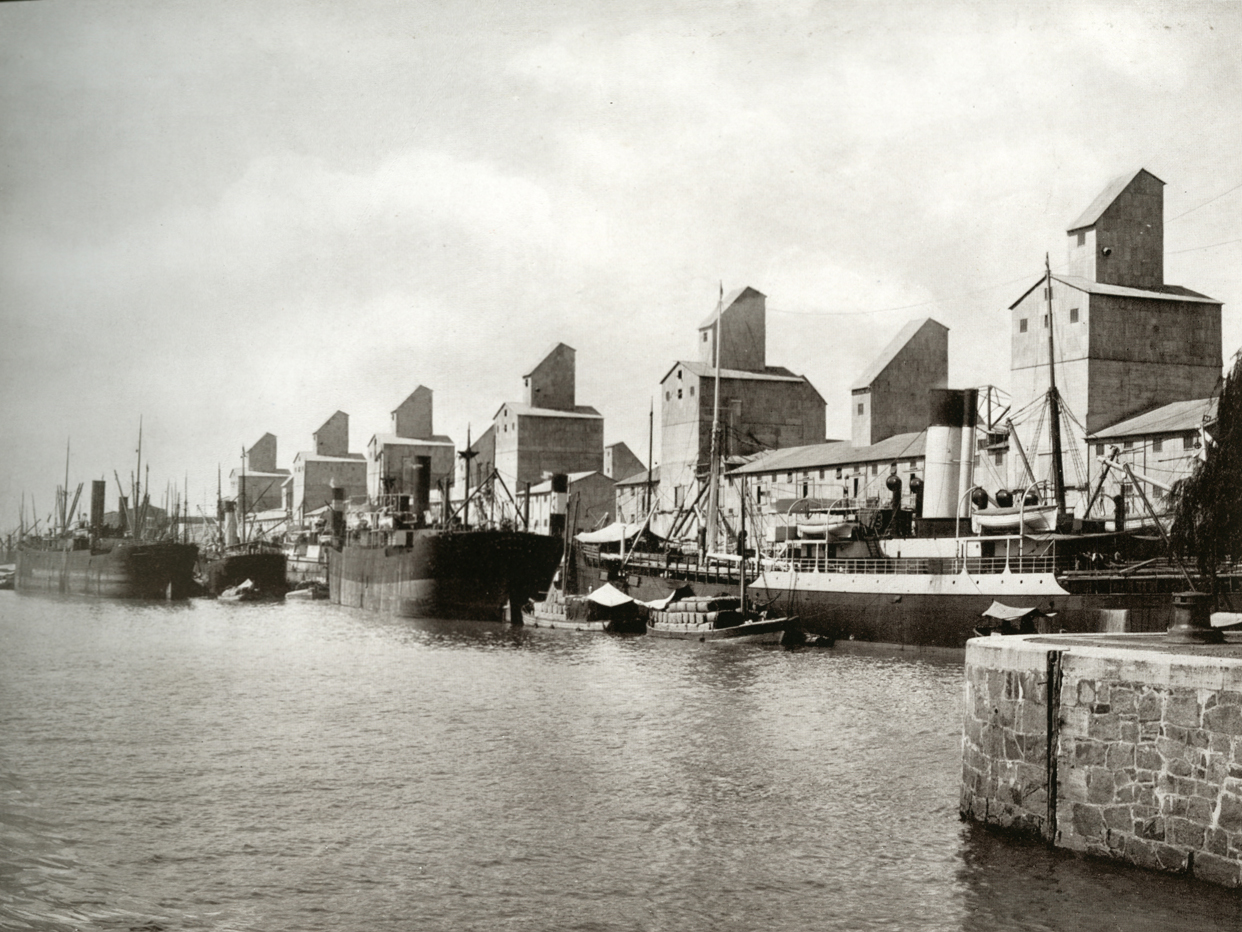
La majeure partie des céréales était exportée. La photo montre les élévateurs à grains de Puerto Madero à Buenos Aires.

Pendant les dernières années du XIXe siècle et les premières du XXe, dans le cadre d’une économie nationale qui avait été jusque-là portée presque uniquement par les productions de la région pampéenne, quelques-unes des autres provinces argentines connurent à leur tour une rapide croissance. Ainsi p. ex., l’amélioration des communications fut à l’origine d’une forte expansion de la production vitivinicole dans les provinces de Cuyo, tandis que les provinces de Tucumán et de Salta pouvaient désormais écouler plus facilement leur sucre vers les provinces du Litoral. De même, d’autres productions, telles que le coton, provenant en majorité du Chaco, et la yerba mate, principale production de Misiones, connurent une hausse explosive dans cette période, où dorénavant la plus grande partie des produits consommés en Argentine étaient d’origine nationale. Quelques efforts furent d’autre part entrepris pour développer l’activité minière, notamment le cablecarril, câble de transport par téléphérage d’une longueur de 35 km, construit avec des capitaux britanniques, qui acheminait les minéraux extraits du Cerro General Belgrano, et dont les prestations allaient être remarquables.
À l’inverse, en ce qui concerne la laine, qui avait atteint son prix maximum historique dans les dernières années du XIXe siècle, et qui en conséquence avait donné lieu à un fort développement de l’élevage en Patagonie, une période de bas prix s’amorça à partir de 1900, dont cette activité ne devait plus se remettre par la suite. En tout état de cause, l’économie avait déjà expérimenté d’importants changements dans la décennie antérieure, ayant cessé d’être axé principalement sur l’exportation de la laine, pour aller dépendre à présent des exportations de viande bovine — congélées d’abord, réfrigérées ensuite — et de céréales, principalement le froment, le maïs et le lin.
Le ministre des Travaux publics Emilio Civit mit en place une réforme modérée de la politique de concessions ferroviaires, tendant à freiner l’expansion des entreprises privées, à étendre au contraire le réseau des lignes de l’État, et à exercer avec quelque rigueur un contrôle sur les tarifs pratiqués par les firmes britanniques, lesquels visaient sciemment à désavantager les productions argentines locales susceptibles de concurrencer celles britanniques.
Si certes cette politique ferroviaire allait au rebours de la tendance libérale alors en vogue, elle fut aussi la seule à prendre une telle orientation : la construction du port de Rosario fut donnée en concession à une entreprise privée en échange de 40 % des futures recettes douanières, et les autorités permirent à quelques entreprises ferroviaires privées de se regrouper, afin de bénéficier ensemble des privilèges de la plus favorisée d’entre elles.
Pour le reste, la situation économique apparaissait propice, et le président Roca voulut mettre à profit cette conjoncture favorable pour réorganiser la situation financière et unifier les dettes extérieures. Cependant, la situation économique vint à se compliquer lorsque survint une rapide baisse de la valeur du papier-monnaie vis-à-vis de l’or. En réponse, le sénateur Carlos Pellegrini présenta et défendit la loi de Conversion, premier pas en direction d’un retour à la libre convertibilité-or.
Deux années plus tard, le même Pellegrini fut chargé par le président d’engager en Europe les démarches nécessaires pour unifier la dette extérieure de l’Argentine : il avait mission de changer une dette de 392 millions de pesos-or sous différents taux d’intérêt en une autre de 435 millions au taux de 4 %. Au dire de Pellegrini, cela signifierait une épargne nette de 10 millions, mais l’opinion publique n’y perçut qu’une hausse de 43 millions du montant total. Quand le projet fut mis au débat au sénat, s’il fut approuvé par une faible majorité des sénateurs présents, ce fut parce que la plupart de opposants au projet s’étaient absentés, et lors de la discussion à la Chambre des députés, Pellegrini lui-même dut avouer au député José Antonio Terry que le pays s’engageait ainsi à verser chaque jour sur un compte spécial de la Banque de la Nation 8 % des recettes quotidiennes des douanes. L’opinion publique explosa d’indignation, et le 4 juillet 1896, un grand nombre d’étudiants à Buenos Aires, Rosario et La Plata sortirent dans la rue pour protester contre le projet et en même temps contre l’absence d’une démocratie réelle. Cette manifestation d’opposition fut la plus grande jamais vue jusque-là en Argentine et s’acheva par des incidents violents.
Le gouvernement répliqua en pressant le congrès de proclamer l’état de siège, mais le président Roca retira le projet d’unification de la dette, en en attribuant la paternité à Pellegrini. En réponse, Pellegrini rompit avec Roca et entreprit de former un parti d’opposition. Cela entraîna une crise ministérielle et obligea le président à réorganiser le PAN. Pendant le restant de son mandat, il dut changer de ministres à plusieurs reprises.
Entretemps, l’économie poursuivit sa croissance, impulsée par une hausse constante des prix des produits agricoles, hausse qui durait déjà depuis les années Uriburu.

### Réforme politique
En juin 1896, le Parti socialiste argentin fut fondé, résultat de négociations compliquées entre différents secteurs syndicalistes et professionnels de gauche, et eut pour premier président le médecin portègne Juan B. Justo. Durant le reste de la période conservatrice, le parti mena une propagande active en faveur des couches ouvrières et prit part, sans grand succès, aux élections.
Surpris par les protestations de juillet 1901, Roca décida de distraire l’opinion publique en lançant un projet de réforme politique, conçu par le ministre de l’Intérieur, Joaquín V. González : dans le but d’améliorer la représentativité des députés, le mode de scrutin par liste complète fut remplacé par un découpage du pays en circonscriptions électorales, dans chacune desquelles serait désormais élu un député.
Après avoir quitté le PAN, Carlos Pellegrini forma le Parti autonomiste, où vinrent bientôt militer plusieurs dirigeants autrefois partisans de Juárez Celman ainsi que les membres de l’éphémère Parti démocrate, et que devait rejoindre également Roque Sáenz Peña. De leur côté, les partisans de Mitre avaient quitté l’Unión Cívica Nacional pour constituer un nouveau parti, le Parti républicain. En dépit de l’importance qui leur fut accordée par la presse, ces deux partis n’obtinrent aux élections de 1902 ― pour lesquelles le système uninominal n’avait pas encore été approuvé ― que de piètres résultats.
Dans la province de Buenos Aires, Marcelino Ugarte battit le candidat de Roca et du gouverneur Bernardo de Irigoyen, et accéda donc au gouvernorat de la province ; par la suite, il renforça son assise caudilliste, étendit son réseau d’entregent, et négocia son intégration dans le Parti national.
Roca, décidé de garder la main sur le choix de son successeur, convoqua une Convention de notables, où les différentes possibilités furent discutées. Après l’échec de la candidature, jugée quasi assurée, de Felipe Yofre, la convention élut un ex-mitriste, Manuel Quintana, et comme candidat à la vice-présidence l’ancien gouverneur de Santa Fe José Figueroa Alcorta.
La loi sur les circonscriptions uninominales ne s’appliqua qu’à l’élection des députés nationaux et au collège d’électeurs du président en 1904. Elle n’eut pas d’effets notables sur la répartition des postes politiques, avec l’unique exception de l’élection du premier député socialiste d’Amérique latine, Alfredo Palacios. Pour sa part, Quintana fut élu avec une majorité écrasante, lors d’une consultation où le nombre de votants n’avait augmenté significativement que dans la province de Buenos Aires et dans la Capitale.

## Présidence de Quintana (1904-1906)

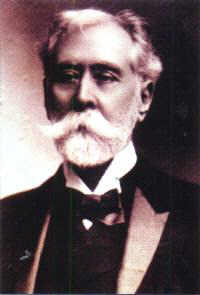
Manuel Quintana fut le président le plus âgé de la période conservatrice.

Le gouvernement de Manuel Quintana fut la simple continuation des précédents. Ses politiques extérieure et économique ne feront qu’emboîter le pas à celles de Roca.
La plupart des actions par quoi il s’écarta de ses prédécesseurs ― et la plupart de ses problèmes ― touchaient au système electoral et partidaire. En premier lieu, Quintana était en désaccord avec le système uninominal, car ni le système clientéliste, ni la pression exercée sur les votants n’avaient changé. Il proposa donc un projet prévoyant un mode de scrutin unique et universel, basé sur les registres du service militaire, avec vote obligatoire. Cependant, le projet fut totalement remanié, sauf pour la suppression du système uninominal, ce dont il résulta un retour complet au système antérieur, avec tous ses défauts.
Depuis la défaite de 1893, et plus encore depuis la scission entre bernardistas et partisans d’Hipólito Yrigoyen, il n’y avait plus personne pour prendre sérieusement en considération l’UCR comme parti susceptible d’accéder au pouvoir. Pourtant, l’UCR ressurgit soudainement, faisant preuve d’une organisation politique et territoriale très supérieure à celle du gouvernement en place, ainsi que d’une forte détermination révolutionnaire, lors de la révolution radicale de 1905, où s’impliqueront plusieurs unités de l’armée. Déclenchée le 4 février de cette année, elle eut un succès relatif à Buenos Aires, Rosario, Córdoba, Bahía Blanca et Mendoza, mais fut rapidement étouffée. Nonobstant cet échec, le radicalisme avait à nouveau fait la démonstration de son importance politique.
Fin 1905, la santé de Quintana déclina rapidement, raison pour laquelle le vice-président Figueroa Alcorta dut assumer la présidence à titre définitif fin janvier de l’année suivante. Quintana décéda le 12 mars 1906.

### La tentative de coup d’État du 4 février 1905
En 1897, Hipólito Yrigoyen, qui était en désaccord avec Bernardo de Irigoyen, décida de dissoudre le Comité de direction de l’UCR de la province de Buenos Aires, le parti cessant alors en pratique d’exister. Ce fait détermina la formation subséquente d’un noyau de radicaux reconnaissant comme leur chef Hipólito Yrigoyen, qui entreprit en 1903 la refondation et la réorganisation du parti. Le 29 février 1904, le Comité national de l’UCR décréta l’abstention électorale dans tout le pays aux élections parlementaires nationales, aux élections sénatoriales pour la capitale, à la désignation du collège électoral pour la présidence et la vice-présidence de la Nation, et proclama la lutte armée. À la tête du gouvernement se trouvait alors Manuel Quintana, issu du Parti autonomiste national.
Le 4 février 1905, le soulèvement armé fut déclenché dans la ville de Buenos Aires, dans la base de Campo de Mayo, à Bahía Blanca, dans les provinces de Mendoza, de Córdoba et de Santa Fe, avec l’objectif de renverser les autorités, lesquelles cependant, informées de la conspiration en cours, décrétèrent aussitôt l’état de siège dans tout le pays pour quatre-vingt-dix jours.
Dans la Capitale fédérale, les putschistes échoueront pour n’avoir pas été en mesure de se rendre maîtres de l’arsenal de guerre de Buenos Aires, le général Carlos Smith, chef d’état-major de l’armée, ayant en effet eu soin de muter les soldats yrigoyénistes. Les troupes loyalistes et la police eurent tôt fait de reconquérir les commissariats pris par surprise et les cantonnements révolutionnaires. À Córdoba, les rebelles firent pression sur le vice-président José Figueroa Alcorta et menacèrent de le tuer s’il ne lâchait pas le président Manuel Quintana ; celui-ci ne céda pas et la menace ne fut pas mise à exécution. Ils firent pression également sur le député Julio Argentino Pascual Roca et sur Francisco Julián Beazley, ancien commissaire en chef de la police de Buenos Aires, mais ne furent pas en mesure de le faire sur l’ancien président Julio Argentino Roca, qui avait réussi à s’échapper à Santiago del Estero.
À Mendoza, les rebelles emportèrent 300 000 pesos de la banque nationale et attaquèrent les casernes défendues par le lieutenant Basilio Pertiné. Les troupes soulevées à Bahía Blanca et dans les autres lieux n’avaient aucune perspective de succès, ni ne trouvèrent d’écho dans la population. Les combats ne perdurèrent qu’à Córdoba et à Mendoza, jusqu’au 8 février, mais finalement les insurgés furent vaincus et, passés en jugement, se virent infliger des peines allant jusqu’à 8 années de réclusion, qu’ils s’en allèrent purger dans la prison d'Ushuaïa.

## Présidence de Figueroa Alcorta (1906-1910)

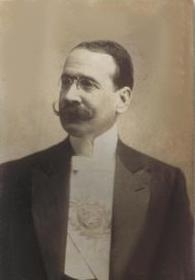
La présidence de Figueroa Alcorta marqua la fin de la domination politique de Roca.

C’est politiquement affaibli que le nouveau président Alcorta commença son mandat, toutefois la conjoncture économique apparaissait très favorable. Lors des premières élections législatives convoquées pendant son mandat, le pouvoir en place fut perdant dans la Capitale et dans la province de Corrientes, mais l’emporta dans le reste du pays.
La situation internationale de l’Argentine se caractérisa par un climat de conflit permanent avec le Brésil pour la suprématie navale et diplomatique dans la région. Les ministres des Affaires étrangères de l’Argentine, Estanislao Zeballos, et du Brésil, le baron de Rio Branco, se précipitèrent dans une course aux armements, tout en s’accusant mutuellement de visées expansionnistes ; l’état de tension ainsi créé est entré dans l’histoire sous le nom de diplomatie des cuirassés. L’exacerbation des positions nationalistes engendra également un conflit avec l’Uruguay autour de la délimitation des eaux territoriales dans le Río de la Plata, conflit qui fut résolu par un protocole d’accord signé en 1909.
En octobre 1907, une équipe qui effectuait des forages à la recherche d’eau découvrit du pétrole à Comodoro Rivadavia, port isolé situé dans le Chubut. Strictement parlant, ce n’était pas la première fois que du pétrole était exploité en Argentine, attendu qu’entre 1887 et 1897 quelques puits avaient été mis en exploitation dans la province de Mendoza par des particuliers, cependant, historiquement, la découverte à Comodoro Rivadavia était d’importance beaucoup plus grande, non seulement parce qu’il s’agissait d’un gisement de première ampleur, mais aussi parce qu’il était situé sur des terres « fiscales », c’est-à-dire domaniales. Pour cette raison, le président Figueroa Alcorta sollicita auprès du congrès la réserve « fiscale » d’un vaste territoire autour du gisement, afin que l’État argentin pût l’exploiter en exclusivité. Cependant, si le congrès finit par l’approuver, ce ne fut pas avant 1909, et cette réserve d'État ne concernera alors guère plus de 10 % de la superficie initialement demandée. Du reste, peu après son arrivée au pouvoir en 1910, le gouvernement de Sáenz Peña allait s’empresser de donner en concession, au bénéfice d’entreprises privées, les terres susceptibles de renfermer des gisements de pétrole.
Entre-temps, l’économie argentine continua à être axée sur l’exportation de viande et de céréales. Il y eut bien quelques avancées techniques, comme l’amorce d’une substitution de la viande bovine réfrigérée à la viande ovine congelée, ce qui conduira au remplacement de bétail ovin par du bétail bovin. Les entreprises frigorifiques et de réfrigération agiront d’autre part comme porte d’entrée pour les capitaux américains en Argentine, mettant en marche un processus de substitution au capital britannique, qui se prolongera sur un demi-siècle. L’exportation de grains cependant allait croissant, et arriva à occuper le premier rang des exportations à la fin de la période conservatrice.
Entre 1904 et 1910, le réseau ferré progressa de près de 50 %, atteignant les 27 000 kilomètres et étendant ses ramifications à travers toute la région pampéenne. Les chemins de fer étaient régulés depuis 1907 par la loi 5.315, qui uniformisait les régimes légaux des entreprises ferroviaires ; parmi d’autres dispositions, la loi suspendait les avantages fiscaux des entreprises et les obligeait à alimenter un fonds destiné à construire des routes menant vers les gares ; en contrepartie, elle interdisait l’aménagement de routes courant parallèlement aux voies ferrées.

### La problématique sociale

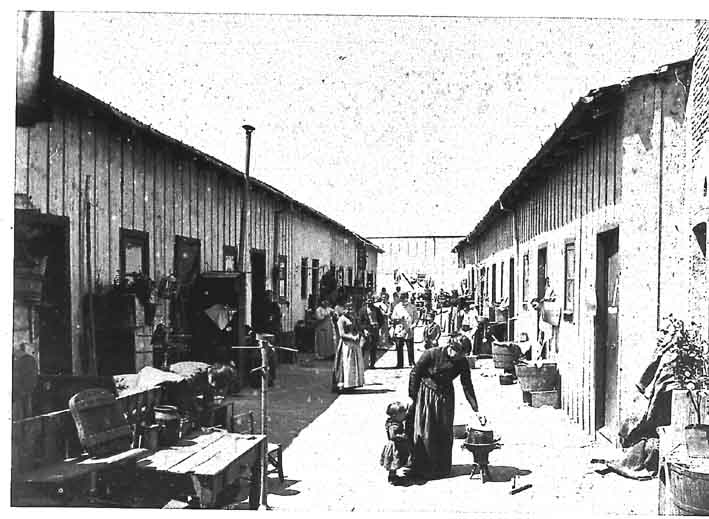
La population ouvrière vivait entassée dans des courées (conventillos).

En Argentine, jusqu’à la fin du XIXe siècle, l’activité syndicale ne s’était guère manifestée qu’à travers une série d’actions isolées, mais à partir du début du XXe siècle, les actions des syndicats augmentèrent sensiblement. L’entrée en scène de la Fédération ouvrière régionale argentine (FORA) en 1901, et la formation d’une autre centrale syndicale parallèle, l’Union générale des travailleurs (UGT) en 1903, furent à l’origine de grèves et de manifestations répétées. À la différence de ce qui s’était produit jusque-là, les protestations ne se limitaient pas à une seule entreprise à la fois, mais des grèves étaient décidées désormais par secteur, et il y eut même des actions à la suite de mécontentements liés à des problèmes généraux, comme les manifestations contre le montant des loyers. Le mouvement syndical de l’époque était subdivisé en trois grands courants : l’anarcho-syndicalisme, qui fut majoritaire jusqu’en 1910, le socialisme, et le syndicalisme révolutionnaire, qui deviendra majoritaire à partir de la deuxième décennie du XXe siècle.
Le syndicalisme était considéré alors comme une affaire de police plutôt que comme une question de droits. Le Parti socialiste était toléré parce qu’il était dirigé par des professionnels, donc des personnes respectables, tels que Juan B. Justo ou Alfredo Palacios. En revanche, les activités syndicales étaient réprimées avec dureté : en 1902, la loi de Résidence fut adoptée, qui autorisait le pouvoir exécutif national à expulser d’Argentine sans décision de justice tout immigrant sur la simple incrimination d’atteinte à la sécurité nationale ou de trouble à l’ordre public.
Les chefs de la police réprimaient les manifestations comme s’il s’agissait d’activités criminelles ; le commissaire Ramón L. Falcón, chef de la police de la capitale Buenos Aires, donna ordre de réprimer une manifestation le 1er mai 1909, opération qui fit 11 morts et 105 blessés, et le lendemain s’en prit aux ouvriers qui accompagnaient les cercueils des victimes. Le 14 novembre, en représailles, un anarchiste assassina Falcón ; si ce crime ébranla profondément la société argentine, les organisations de gauche, par contre, le justifièrent pleinement. Mais en tout état de cause, et sauf dans les milieux les plus conservateurs et les plus autoritaires, la conviction s’était installée que « quelque chose devait être fait » dans la dénommée « question sociale », non tant par souci de justice sociale que pour éviter la radicalisation de plus en plus forte de la classe ouvrière. C’est pourquoi les premières lois régissant les relations entre employeurs et employés furent adoptées par les conservateurs argentins au début du XXe siècle ; à l’initiative de Joaquín V. González, un projet de code du travail fut même mis en chantier.
Dans le même temps, l’Église catholique argentine élaborait sa propre lecture de la question sociale ainsi que la réponse à y apporter, à savoir le mouvement social chrétien, ressortissant au catholicisme politique. En 1884 se tint à Buenos Aires la Première Assemblée des catholiques argentins, qui réunit 140 délégués de tout le pays et où il fut décidé qu’en matière sociale l’on continuerait à œuvrer activement pour l’instauration du jour férié dominical ; que l’on plaiderait pour le développement de l’instruction technique de la jeunesse par la création d’écoles d’arts et métiers ; que l’on préconiserait la fondation, dans un but d’édification, de propagande et de secours mutuel, de cercles ouvriers que dirigerait le père Federico Grote et dont quelques-uns étaient déjà en activité à Buenos Aires et à Córdoba ; enfin, que l’on se proposerait de parrainer la création d’ateliers ouvriers et de bureaux de placement à l’usage des chômeurs.
L’Union catholique, fondée en 1885, se donna pour mission de lutter pour une humanisation des relations sociales et de faire obstacle au libéralisme et au laïcisme professés par nombre de personnalités de la Génération de 1880, laquelle gouverna l’Argentine entre la deuxième moitié du XIXe siècle et les premières décennies du XXe. Parmi les fondateurs de ce mouvement catholique figuraient notamment José Manuel Estrada, Tristán Achával Rodríguez, Pedro Goyena, Emilio Lamarca et Indalecio Gómez ; ce dernier sera le coauteur et l’avocat de la loi Sáenz Peña, qui institua en Argentine le suffrage universel, secret et obligatoire, et faisait de la démocratie politique une réalité.
La Ligue démocratique chrétienne, qui exista entre 1902 et 1910 et fut la devancière du  Parti démocrate chrétien argentin (ou Démocratie chrétienne), publia son Premier Manifeste de la Liga Democrática Cristiana, qui exposait les principes de base de la démocratie chrétienne. Lors des congrès nationaux organisés par la Ligue en 1907 et 1908, les participants Federico Grote, Gustavo Franceschi, Emilio Lamarca, Santiago Gregorio O'Farrell, Alejandro Bunge et Juan Félix Cafferata communiquèrent leurs travaux et leurs projets de législation sociale,.
En 1910, peu avant les festivités célébrant le Centenaire de la révolution de Mai, les deux centrales ouvrières décrétèrent une grève générale, à laquelle le gouvernement conservateur réagit avec une extrême dureté : il proclama l’état de siège, mit en détention des centaines de dirigeants, ferma les journaux syndicaux, et fit voter la loi de Défense sociale, qui étendait encore plus les restrictions contenues dans la loi de Résidence, notamment en habilitant le Pouvoir exécutif national à incarcérer indéfiniment quiconque était suspect d’adhérer à l’anarchisme. En effet, le régime conservateur entendait bien, à l’occasion du Centenaire de la naissance de la Nation argentine, pouvoir pleinement célébrer sa propre réussite, et la réussite du modèle de pays qu’il avait forgé.

### Le Centenaire

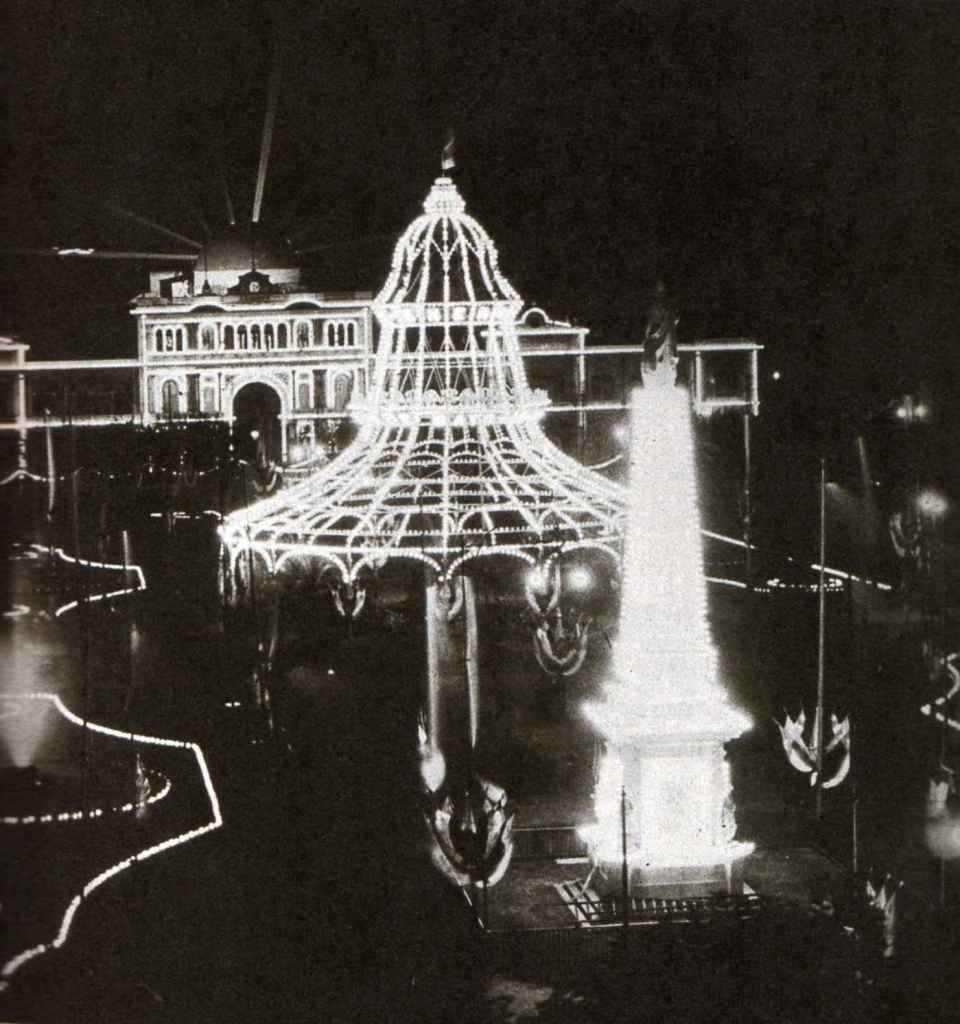
La place de Mai décorée pour les festivités du Centenaire de l’Argentine.

En juillet 1909, le président Figueroa Alcorta, à la tête d’une commission d’arbitrage chargée de statuer entre le Pérou et la Bolivie à propos de la région caoutchoutière du Río Acre, rédigea une résolution, qui fut toutefois rejetée par la Bolivie, celle-ci allant jusqu’à rompre ses relations diplomatiques avec l’Argentine ; toutefois, dès l’année suivante, alors qu’on célébrait le Centenaire de la révolution de Mai, les relations entre les deux pays furent rétablies.
Figueroa Alcorta avait décidé de célébrer ce Centenaire comme une grande fête, superbe et fastueuse, témoignant devant le monde entier de la richesse et du prestige de l’Argentine. Le 5 avril 1910, en façon de prélude, la ligne de chemin de fer transandine, qui reliait Mendoza à la ville chilienne de Los Andes, fut inaugurée.
Au mois de mai, la capitale argentine prit un air de fête et installa toutes sortes d’ornements pour célébrer le Centenaire. Des monuments furent dévoilés dans les parcs et sur les places, comme autant d’hommages des pays européens à l’Argentine. Plusieurs chefs d’État vinrent visiter Buenos Aires, mais la personnalité la plus fêtée fut sans doute la tante du roi d'Espagne, l’infante Isabelle de Bourbon.
Au milieu des festivités, quelques groupes anarchistes s’en prirent aux forces de sécurité, forçant ainsi le gouvernement à décréter l’état de siège ; aussi le Centenaire fut-il célébré sous un régime de restriction aux libertés individuelles et avec des dirigeants syndicaux incarcérés. Des groupes de militants de droite ripostèrent en incendiant les sièges des syndicats et les locaux des journaux de gauche.

### Liquidation duroquisme
Quintana avait gouverné en recherchant le point d’équilibre entre les différentes factions du PAN, mais était tenu en échec par la détermination de Roca de prévaloir sur la volonté présidentielle. Lorsque Figueroa Alcorta prit ses fonctions, Roca s’était quasiment retiré de la politique, cependant ses amis et partisans s’employèrent à contraindre le président Alcorta à suivre leur volonté, au moyen d’une méticuleuse obstruction de toutes ses initiatives au Congrès. En janvier 1908, le Congrès refusait toujours de débattre du budget de l'État pour l’année qui venait de commencer. Figueroa Alcorta décida alors de faire un coup d’éclat : il retira le projet, décréta que le budget de l’année antérieure serait à nouveau en vigueur et fit fermer le Congrès par la police.
Il rompit bientôt pour de bon avec les restes des factions roquistes, obligeant les autres à se déterminer entre l’actuel président et l’ancien président. Pour renforcer sa position, il eut recours à une intervention fédérale contre les gouvernements de deux provinces et y fit élire des gouverneurs ayant toute sa confiance, puis une bonne part des députés faisait choix de se joindre au projet d’Alcorta. Celui-ci eut tôt fait de faire figurer sur les listes ses propres candidats députés et l’emporta aux élections de mars, mettant définitivement les roquistes en minorité. Le système caudilliste mis en place par Roca et ses amis fut ainsi démantelé, mais d’autre part, nombre de partisans de Figueroa Alcorta désiraient en bâtir un nouveau, dont cette fois eux-mêmes seraient les beneficiaires.
Le président s’entretint en secret avec Yrigoyen, dans l’intention d’éviter de nouvelles révolutions et d’obtenir des radicaux qu’ils mettent un terme à leur abstentionnisme électoral, toutefois Yrigoyen ne voulut accéder à cette demande qu’à la condition préalable qu’une réforme politique fût d’abord accomplie. Vu que Figueroa Alcorta ne réussit pas à obtenir un appui suffisant pour mettre en œuvre une telle réforme, celle-ci ne fut pas votée et le radicalisme persévéra dans son attitude d’abstention.
Dans les mois suivants, tous les groupes d’opposition ― républicains, autonomistes, catholiques, et jusqu’à quelques radicaux ― approchèrent le gouvernement, essayant de le persuader de mener une réforme politique en profondeur. Le plus sincèrement enthousiaste à cet égard, et le plus respecté parmi eux, était Roque Sáenz Peña ; il ne tarda pas à être clair que lui serait le candidat officiel à la présidence. Au cours de l’année 1909 et au début de 1910, Sáenz Peña travailla à mettre sur pied une nouvelle coalition de partis, qu’il nomma Union nationale, et avec l’appui de laquelle il remporta la victoire aux élections de 1910.

## Présidence de Roque Sáenz Peña (1910-1913)

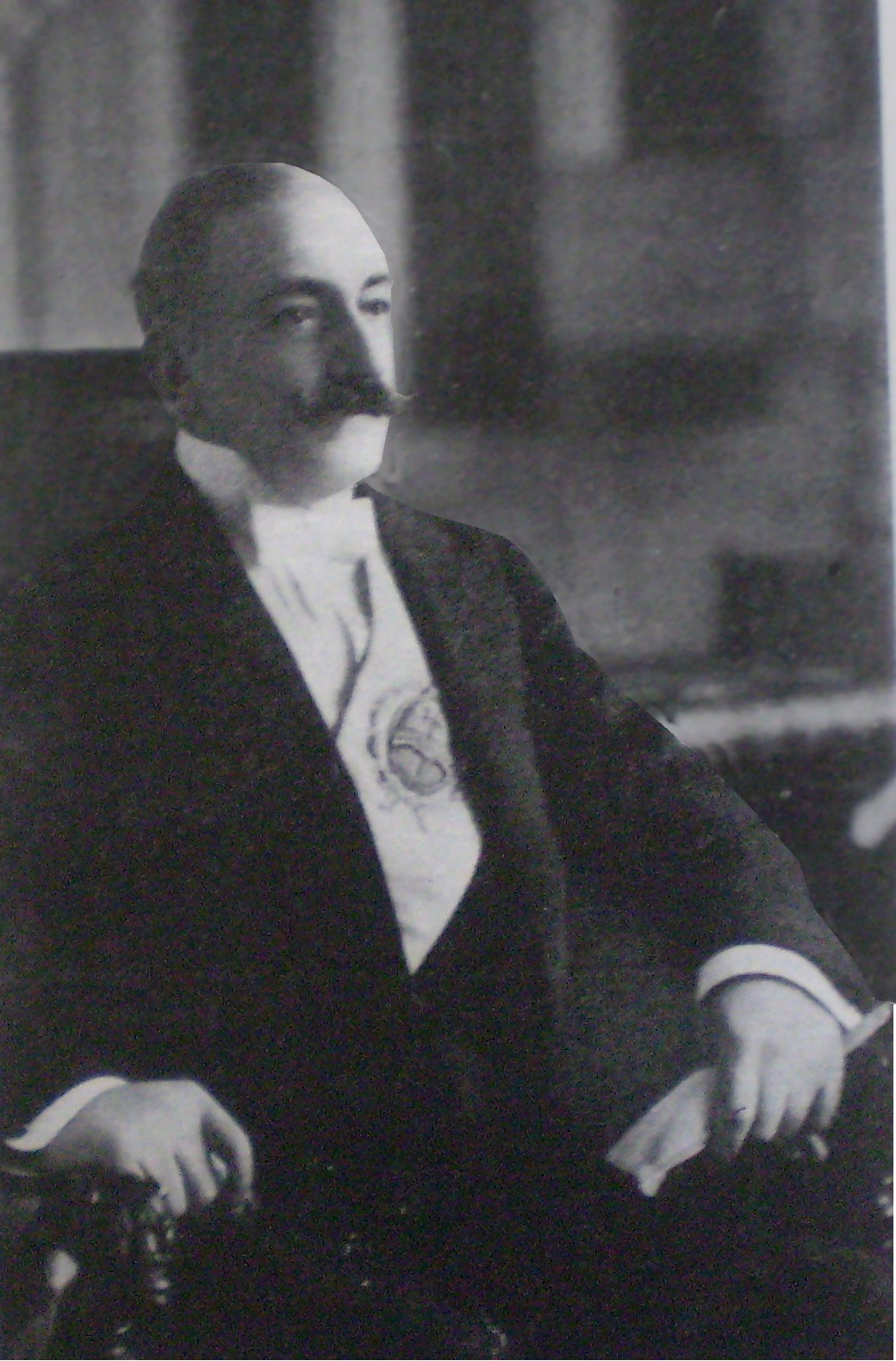
Roque Sáenz Peña, décédé en 1914, ne pourra assister à la transformation politique provoquée par la loi électorale qui porte son nom.

Le nouveau président n’avait pas même participé à la campagne électorale, ayant été envoyé comme ambassadeur d’Argentine en Italie. Aux élections, il n’y eut qu’une seule liste de candidats pour le collège d’électeurs, parmi lesquels seuls dix sur les 273 ne votèrent pas en faveur de Sáenz Peña. Après sa prise de fonction, il modifia l’aspect de la Casa Rosada, notamment en dotant d’un luxe ostentatoire le ceremonial officiel.
Son mandat fut marqué par la discussion autour de la réforme du mode de scrutin et par ses résultats immédiats, et ce débat éclipsa une bonne part des événements politiques de ces années-là, comme l’inauguration du premier métro à Buenos Aires, et l’achèvement de la monumentale gare de Retiro.
En 1912, à l’initiative du ministre de l’Agriculture Ezequiel Ramos Mexía, fut adoptée une loi de développement des Territoires nationaux (Ley de Fomento de los Territorios Nationales). La plupart de ces territoires nationaux, tel que par exemple celui du Chaco, concentraient la majorité de leur population sur leur littoral maritime ou fluvial, face à quoi la loi prévoyait (et sut réaliser en grande partie) la construction d’un grand nombre de lignes de chemin de fer propres à amener la population à s’installer dans l’intérieur des terres. L’on aménagea ainsi des lignes ferroviaires dans les Territoires nationaux du Chaco, de Formosa, du Río Negro, de Chubut et de Santa Cruz, et une voie de chemin de fer fut même prolongée jusqu’à Posadas, capitale de Misiones.
En juin 1912 éclata un vaste mouvement de protestation des chacareros (paysans métayers) contre la dégradation des conditions fixées dans les baux de métayage et que les propriétaires des terres cédées à bail aux paysans leur imposaient. Ce mouvement, baptisé Grito de Alcorta, se propagea dans toute la région pampéenne, réussit à obtenir une baisse massive des loyers de fermage, et consacra l’irruption d’une partie de la classe moyenne rurale, constituée des chacareros, dans la politique nationale du XXe siècle.
En 1911, Juan A. Alsina, qui avait été commissaire général du département de l’Immigration, déclara à propos des enfants des immigrants qui se fixaient en Argentine que « les écoles accueillaient dans tout le pays aux alentours de 40 000 enfants, mais [qu’]il en restait environ 450 000 sans possibilités effectives de s’alphabétiser ».

### La Ley Sáenz Peña
Sáenz Peña était un aristocrate convaincu ; il croyait que le peuple, affranchi des « politiciens professionnels », allait se choisir les meilleurs pour son gouvernement. Par ailleurs, il était préoccupé par la question sociale, c’est-à-dire par l’éventualité que les ouvriers, écartés de la politique, pussent rallier l’anarchisme ou le socialisme. Enfin, il craignait que les populations étrangères, en très forte proportion dans la population générale et ne participant d’aucune façon à la politique argentine, pussent « tomber » dans des prises de position maximalistes ou rester à demeure comme un « corps étranger » dans la société argentine. Pour toutes ces raisons, il soutint une réforme politique axée sur le suffrage libre et universel.
Compte tenu du contexte des scrutins précédents, où des pressions étaient exercées sur l’électorat du fait notamment que les votants émettaient leur vote à voix haute, et où de surcroît la participation de la population aux élections était très basse, ne dépassant guère 20 % des électeurs potentiels, l’unique possibilité de garantir la liberté électorale était le suffrage secret, au moyen de bulletins de vote écrits et placés dans des enveloppes fermées ; pour s’assurer que nul ne fût empêché d’aller voter, on rendit aussi le suffrage obligatoire.
Celui chargé de concevoir le projet et de le défendre devant le Congrès était le ministre de l’Intérieur, le catholique Indalecio Gómez. Il eut à affronter l’âpre résistance des députés conservateurs, accrochés à leurs privilèges et à la manière de pratiquer la politique qui leur était familière ; néanmoins, au terme d’un mois de discussion à la Chambre des députés, et une semaine de débats au Sénat, la loi fut approuvée en février, puis promulguée le 13 février 1912.
La première épreuve en situation réelle de la nouvelle loi fut une élection provinciale : la province de Santa Fe subit une intervention fédérale de la part du gouvernement, qui ordonna la tenue, dans le respect de la loi Sáenz Peña, d’un scrutin en vue de l’élection d’un nouveau gouverneur ; l’UCR mit fin à son abstentionnisme et y participa, remportant la victoire. Peu après, le parti obtint une nouvelle victoire aux élections pour la chambre des députés dans la ville de Buenos Aires, lors d’un scrutin où la participation populaire grimpa à 84 % des inscrits sur la liste électorale.

## Présidence de De la Plaza (1913-1916)

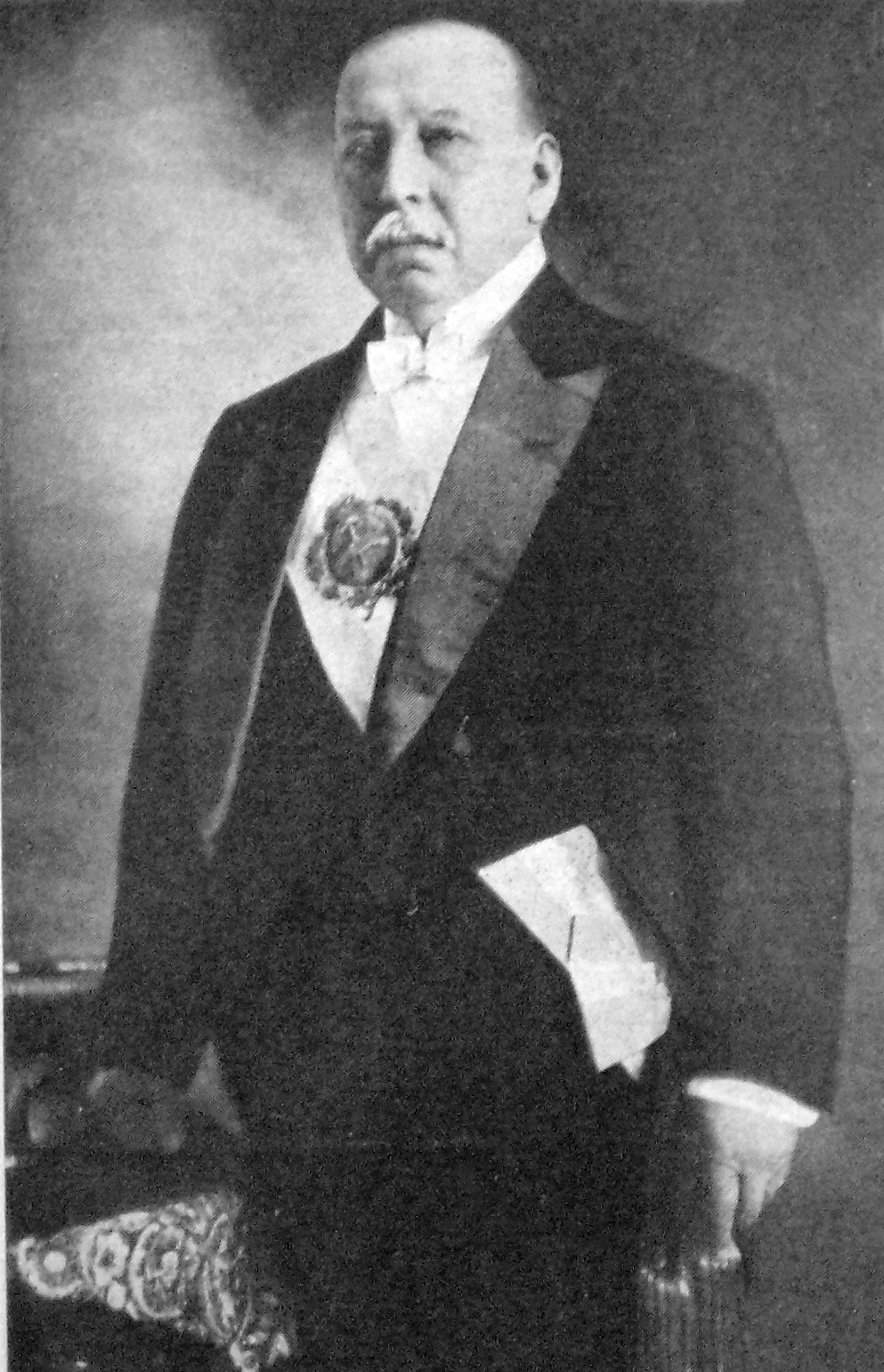
Victorino de la Plaza, le dernier des présidents de l’ère conservatrice.

En octobre 1913, Sáenz Peña sollicita un congé de sa fonction présidentielle pour raisons de santé, laissant son poste au vice-président Victorino de la Plaza. En février de l’année suivante, celui-ci réorganisa son cabinet ministériel. Le président mourut le 9 août, sans avoir pu réintégrer ses fonctions.
Victorino de la Plaza était un salteño, d’ascendance indigène indéniable, spécialiste des questions financières. La majeure partie de son mandat fut marquée par l’éclatement de la Première Guerre mondiale. Peu avant le début de ce conflit, et en réaction à l’occupation américaine de Veracruz en 1914, des pourparlers furent engagés avec le Brésil et le Chili visant à endiquer la progression de l’influence nord-américaine, et débouchèrent l’année suivante sur la signature du pacte ABC.
La guerre à peine commencée, De la Plaza s’empressa de proclamer la neutralité de l’Argentine dans le conflit, et annonça son désir de commercer avec les deux camps en conflit.

### La Grande Guerre et ses conséquences économiques pour l’Argentine
Peu de jours avant le début de la guerre, les représentants des puissances européennes vinrent retirer, puis embarquèrent à destination de leurs pays respectifs, tout l’or qu’ils purent retirer de la Caisse nationale de conversion argentine, soit une somme totale d’environ 28 millions de pesos. Le public s’étant lancé dans une ruée bancaire, le président réagit en fermant la Caisse pour une durée indéterminée, et démarra ainsi une période d’inconvertibilité du papier monnaie, qui perdit alors pour le moins 10 % de sa valeur.
La situation économique du pays fut durement affectée par la guerre : pour la seule année 1915, le revenu national chuta de 40 %. Les nations belligérantes mirent à contribution dans le conflit la quasi-totalité de leurs marines marchandes, et de surcroît leurs flottes attaquaient les navires marchands ennemis, compliquant encore les exportations argentines. Mais, fait plus notable encore, les importations de biens industriels connurent une chute abrupte, ce qui, ajouté à l’inconvertibilité, entraîna une hausse rapide des prix de ces biens industriels et créa ainsi une occasion unique pour l’industrie nationale ; il s’agissait d’un protectionnisme de fait. Le résultat en fut une très forte hausse du nombre d’ateliers industriels et de la production industrielle en Argentine. Le secteur métallurgique en particulier connut une croissance explosive.
En dépit des réductions de capital, l’impulsion donnée par l’État aux chemins de fer permit de porter l’étendue du réseau à 33 595 km. Malgré les limitations, les exportations de viande continuèrent leur ascension, passant de 389 millions de pesos or en 1910 à 574 millions en 1916. L’exportation de céréales, en revanche, subit une chute brutale. Au total, l’économie dans son ensemble recula de 10 % en 1914, puis alla se redressant très lentement pendant le reste de la guerre.

### La victoire des radicaux

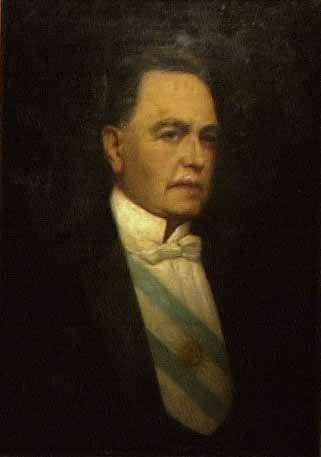
Hipólito Yrigoyen président.

En 1914, les élections parlementaires paraissaient donner raison aux conservateurs les plus optimistes : lors de cette deuxième épreuve de la loi Sáenz Peña, et au rebours des victoires radicales de 1912, les conservateurs virent 33 de leurs députés élus, les radicaux 22, les socialistes 7, et la Ligue du sud 2.
En décembre 1914, à partir de la Ligue du sud, parti provincial de Santa Fe créé par Lisandro de la Torre en 1908, fut fondé le Parti démocrate progressiste (PDP), dans le but de regrouper les forces conservatrices dispersées ; cependant, l’insistance de De la Torre à vouloir diriger le parti et à se définir comme social-libéral (par opposition au conservatisme de ses potentiels alliés) conduisit à la défection de Benito Villanueva et de Marcelino Ugarte, qui retirèrent leur soutien à De la Torre et se présentèrent aux suffrages séparément.
De leur côté, les radicaux eurent quelque peine à composer leurs listes de candidats gouverneurs et députés, mais aucune par contre quant à leur candidat à la présidence, le seul candidat possible étant en effet Hipólito Yrigoyen ; la proclamation de la candidature présidentielle eut lieu à peine deux semaines avant le scrutin, longtemps après la présentation des listes d’électeurs. Ce nonobstant, au congrès du parti qui décida la candidature d’Yrigoyen, trois autres candidatures avaient été présentées, tous de futurs dissidents de l’UCR.
À l’élection présidentielle, qui se tint le 2 avril 1916, participèrent 747 000 votants, dont 45,59 % votèrent pour Yrigoyen. Plusieurs semaines plus tard, celui-ci fut consacré président à la réunion du collège électoral, avec une avance de seulement une voix de plus que le minimum requis aux termes de la Constitution (majorité absolue d’électeurs). Au cas où Yrigoyen n’eût pas atteint ce nombre, l’élection présidentielle aurait dû être réalisée par le Congrès national, où les forces conservatrices détenaient la majorité. Hipólito Yrigoyen fut investi président le 12 octobre 1916, date généralement admise comme coïncidant avec la fin du cycle conservateur en Argentine,,.

## Art et culture

### Littérature

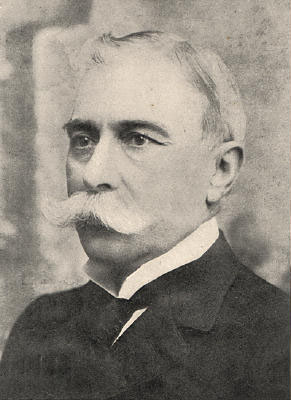
Miguel Cané, figure notable à la fois politique et littéraire de la génération de 1880.

La grande majorité des œuvres littéraires de la génération de 1880 est le produit d’hommes politiques, de militaires et de grands fermiers. Ces œuvres, presque toutes en prose, sont des récits autobiographiques, ou des fictions racontées à la façon de souvenirs. Parmi les auteurs les plus notables méritent mention Lucio V. Mansilla (Una excursión a los indios ranqueles), Eugenio Cambaceres (Sin rumbo), Miguel Cané (Juvenilia) et Eduardo Wilde (Aguas abajo).
Vers la fin du XIXe siècle émergea le courant moderniste, qui se caractérisait par une poésie d’un raffinement tout aristocratique, un penchant pour la culture cosmopolite et une rénovation esthétique du langage et de la métrique. Parmi ses principaux exposants, on trouve Leopoldo Lugones (Lunario sentimental, La restauración nacionalista), Enrique Larreta (La gloria de Don Ramiro) et Evaristo Carriego (Misas herejes).
À l’orée du XXe siècle, une nouvelle couvée d’écrivains se réclama cette fois du réalisme, mais était plus particulièrement orientée vers le théâtre. Parmi les principaux écrivains de ce courant se rangent notamment Roberto Payró (Pago Chico, El casamiento de Laucha), et les premières œuvres d’Horacio Quiroga (Cuentos de amor, de locura y de muerte, Cuentos de la selva),.

### Arts plastiques et architecture
Les peintres les plus en vue de la période s’étaient formés en Europe, encore qu’ils tentèrent de se soustraire aux thématiques et techniques typiquement européennes, qui de façon générale relevaient alors du réalisme. Les plus connus sont Eduardo Sívori (El despertar de la criada), Eduardo Schiaffino (El reposo), Ángel della Valle (La vuelta del malón), et Ernesto de la Cárcova (Sin pan y sin trabajo).
Au commencement du XXe siècle, l’on vit surgir les premiers peintres de l’impressionnisme, dont notamment Martín Malharro et Fernando Fader, peintres paysagistes et évocateurs de figures campagnardes.
La sculpture connut un développement beaucoup moindre, mais où se signalèrent cependant quelques artistes, comme p. ex. Lucio Correa Morales (La cautiva), Lola Mora (Fuente de las Nereidas), Rogelio Yrurtia (Canto al trabajo), et Pedro Zonza Briano. 
L’architecture argentine fut essentiellement une variante locale des tendances architecturales alors en vogue en Europe, et seuls quelques rares architectes argentins réussirent à acquérir quelque renom, tels que Ernesto Bunge et Juan Antonio Buschiazzo.

### Musique

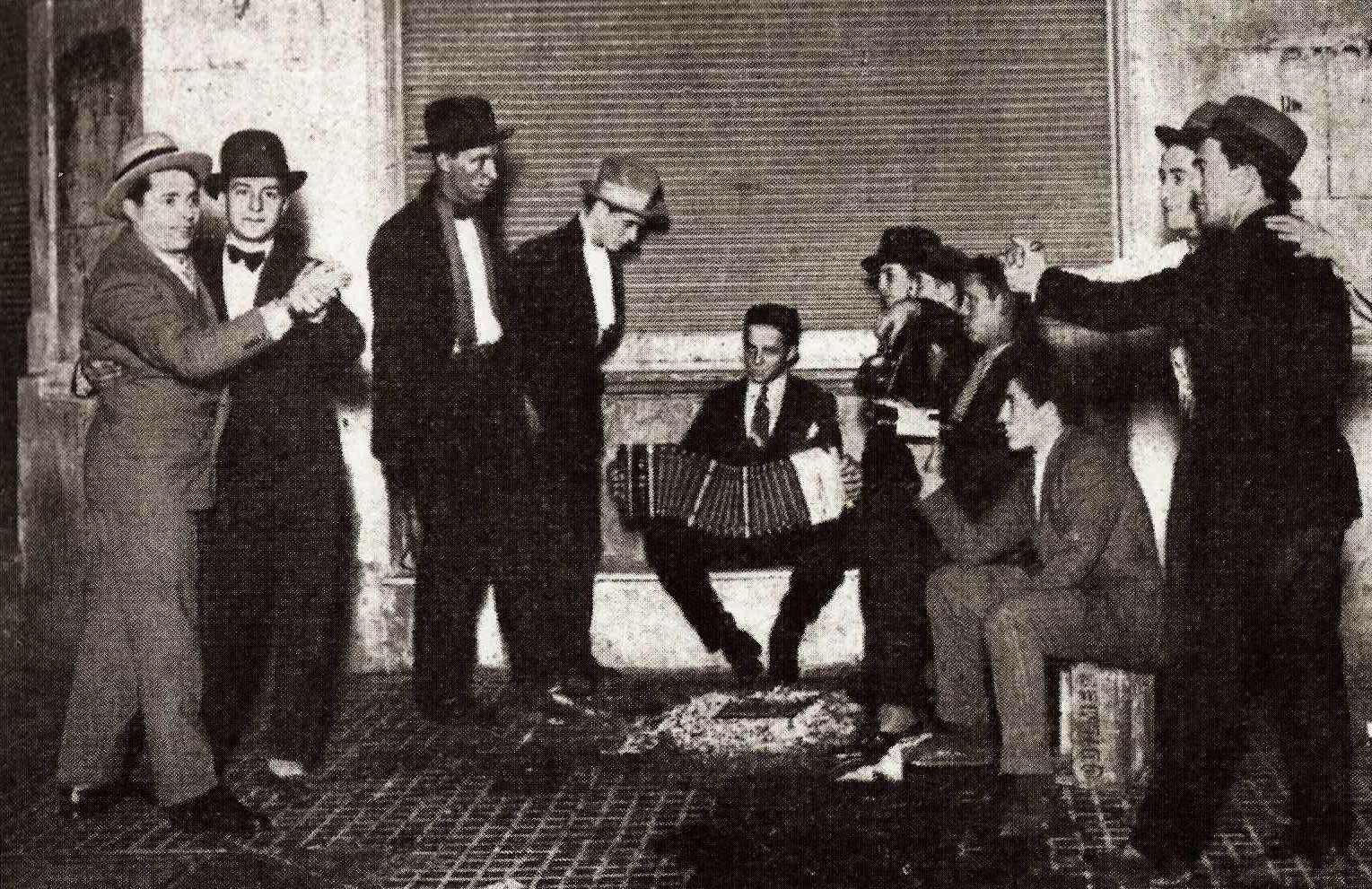
Dans ses débuts, le tango était une musique de marginaux, et il n’était pas rare qu’on le dansât entre hommes.

L’Argentine accueillit dans ces années-là un grand nombre d’orchestres et de musiciens venus d’Europe, tendant ainsi à reléguer à l’arrière-plan sa propre production ; le seul compositeur qui fût réellement un artiste consacré dans cette période était Alberto Williams.
Le folklore musical argentin était considéré comme un divertissement pour pauvres, un art mineur, avant qu’il ne fût hissé hors de cette position d’infériorité par les recherches d’Andrés Chazarreta.
C’est justement dans cette période aussi que prit naissance le style musical qui pour le reste du monde reste indissociablement lié à l’Argentine : le tango. Après s’être manifesté comme un mélange de styles apportés par les immigrants italiens et de styles africains pratiqués par des descendants d’esclaves noirs, le tango sera pendant quelques décennies une curiosité des salons de danse pour les classes les plus humbles ou des maisons de tolérance fréquentées par des jeunes gens des classes moyenne et supérieure. Par l’intermédiaire de ceux-ci, le tango finit au début du XXe siècle à être apprécié de toutes les couches sociales, au même moment où des auteurs et interprètes de niveau, comme Ángel Villoldo, Pascual Contursi, Ignacio Corsini ou Francisco Canaro, lui apportèrent brio musical et raffinement poétique ; du reste, les premières années de la carrière de Carlos Gardel coïncidèrent avec les dernières du régime conservateur.

### Historiographie, philosophie et sociologie
En historiographie, l’héritage légué par Bartolomé Mitre se laissait difficilement dépasser. Adolfo Carranza fit de l’histoire coloniale sa spécialité, Ángel Justiniano Carranza de l’histoire navale et coloniale. Plus tard, Adolfo Saldías et David Peña seront à l’origine de la première phase du révisionnisme historique, d’impulsion libérale,.
Au tournant du siècle, une historiographie positiviste, à la démarche essayistique, centrée sur l’évolution sociologique des peuples, fit son apparition ; au sein de cette école se signalèrent en particulier Ernesto Quesada, Juan Agustín García et José María Ramos Mejía.
Au lendemain des festivités du Centenaire, une transformation des études historiques fut amorcée, avec les ouvrages de Juan Álvarez et de la Nueva Escuela Histórica, nouvelle école incarnée par Ricardo Levene et Emilio Ravignani, et dans un certain sens aussi par Diego Luis Molinari, qui devait ensuite virer vers le révisionnisme.
Dans le domaine de la philosophie, les œuvres de Joaquín V. González, Leopoldo Lugones et José Ingenieros eurent une grande influence chez les générations postérieures.
En sociologie pure, le rapport intitulé Informe sobre el estado de la clase obrera (littér. Rapport sur l’état de la classe ouvrière), de Juan Bialet Massé, représente la première étude systématique des conditions de vie et de travail des classes pauvres en Argentine.

### Sciences

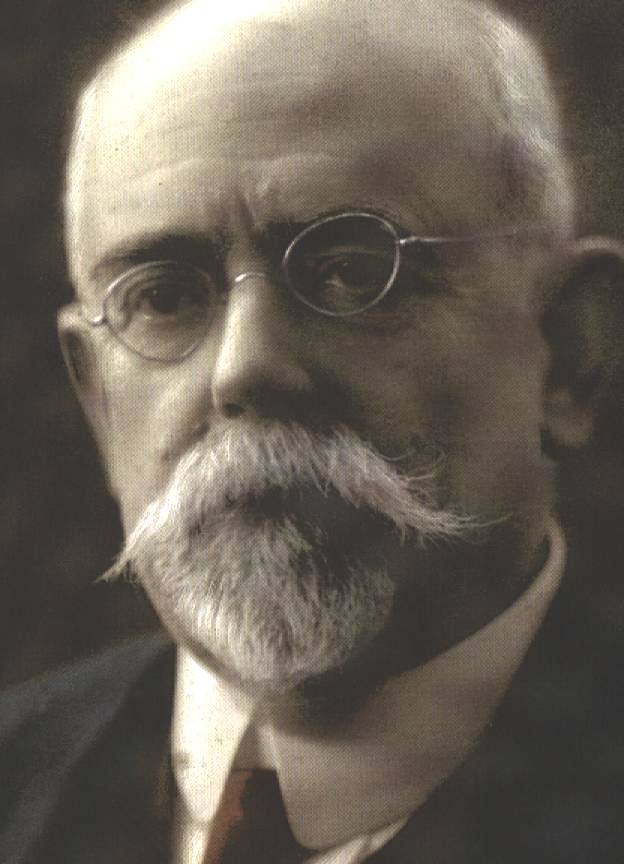
Francisco P. Moreno, illustre explorateur, anthropologue et biologiste, fut d’un grand mérite dans les travaux de fixation de la frontière commune entre Argentine et Chili.

Parmi les biologistes argentins les plus éminents de cette période, il convient de citer Eduardo Ladislao Holmberg et Clemente Onelli, directeurs du Zoo de Buenos Aires ; Francisco P. Moreno et Juan Bautista Ambrosetti, ethnographes et fondateurs respectivement du Musée de La Plata et du Musée ethnographique ; et Carlos et Florentino Ameghino, paléontologues.
L’Institut géographique argentin, fondé en 1879 par Estanislao Zeballos, fut chargé de diriger d’importantes expéditions, plus particulièrement en Patagonie. Parmi les principaux explorateurs, il faut signaler les noms de Francisco P. Moreno, Luis Jorge Fontana et Ramón Lista. L’Institut géographique militaire, dont le premier directeur était Manuel Olascoaga, se voua en particulier à la cartographie et à la géodésie.
Dans le champ médical, on note les noms des médecins Ignacio Pirovano, grand promoteur de la chirurgie moderne en Argentine, et Guillermo Rawson, introducteur du concept scientifique et social de l’hygiène médicale et cofondateur de la Croix-Rouge argentine (en) en 1880.
Les sciences fondamentales avaient bénéfécié d’une promotion particulière en Argentine jusqu’à 1890, mais leur importance tendit à s’amenuiser ensuite, au profit des études techniques ou des sciences appliquées.

### Universités
Au moment où s’engagea la période conservatrice, l’Argentine ne possédait que deux universités : l’université de Buenos Aires et l’université nationale de Córdoba. En 1897 fut créée l’université nationale de La Plata, régie par des normes plus modernes, ce qui par contrecoup obligea les deux anciennes à se moderniser à leur tour. Vers la fin de la période, en 1914, l’on fonda encore l’université nationale de Tucumán.
Toutefois, la plus grande et la plus importante fut depuis toujours celle de Buenos Aires, qui au début de la période ne comprenait encore que les facultés de droit et de médecine. Dans la dernière décennie du XIXe siècle, l’université fut complétée par les facultés des Sciences exactes, physiques et naturelles (qui incluait les cursus d’ingénieur) et de Philosophie et Lettres. Début XXe, l’on y ajouta la faculté d’Agronomie et des Sciences vétérinaires, et celle des Sciences économiques.

## Exploration et occupation permanente de l’Antarctique
En 1848, le futur commandant argentin Luis Piedra Buena partit pour l’Antarctique en qualité de mousse à bord du John Davidson, navire sous les ordres de William Smiley.
L’Expédition argentine dans les terres et mers australes de 1881, sous le commandement du lieutenant de la marine italienne Giacomo Bove, explora la Terre de Feu jusqu’au moment où son navire fit naufrage. L’expédition du Roumain Julius Popper avorta par suite de sa mort en 1893, alors que l’enrôlement était en cours.
Le 29 décembre 1894, le président argentin Luis Sáenz Peña autorisa Luis Neumayer d’explorer le territoire situé au sud de la Patagonie et dénommé alors Tierra de Grand (péninsule antarctique), bien que lui interdisant tout type d’exploitation, mais l’expédition ne se fit pas.
Entre 1897 et 1899, une expédition belge commandée par Adrien de Gerlache, à laquelle participait Roald Amundsen, dut passer l’hiver dans l’Antarctique, après qu’elle se fut retrouvée cernée par les glaces.
Le 10 octobre 1900, le gouvernement argentin décida de se joindre à l’Expédition antarctique internationale, rassemblant plusieurs expéditions, mais le voyage argentin n’eut pas lieu. Ensuite, l’Argentine s’offrit de collaborer à l’expédition suédoise placée sous les ordres du docteur Otto Nordenskjöld ; celui-ci bénéficia de l’appui argentin, en échange de l’incorporation d’un marin argentin dans son expédition et de la communication à ce dernier des données scientifiques et des échantillons zoologiques recueillis. Le 21 décembre 1901, à son passage par Buenos Aires, le lieutenant de vaisseau José María Sobral s’embarqua sur le navire Antarctic ; comme on n’avait plus de nouvelles de l’expédition, le gouvernement argentin remplit son engagement de secours en appareillant la corvette ARA Uruguay, qui se lança à la recherche de l’expédition le 8 octobre 1903, sous le commandement du lieutenant de vaisseau Julián Irízar, et récupéra les expéditionnaires, contraints d’hiverner sur place à la suite du naufrage de l’Antarctic.

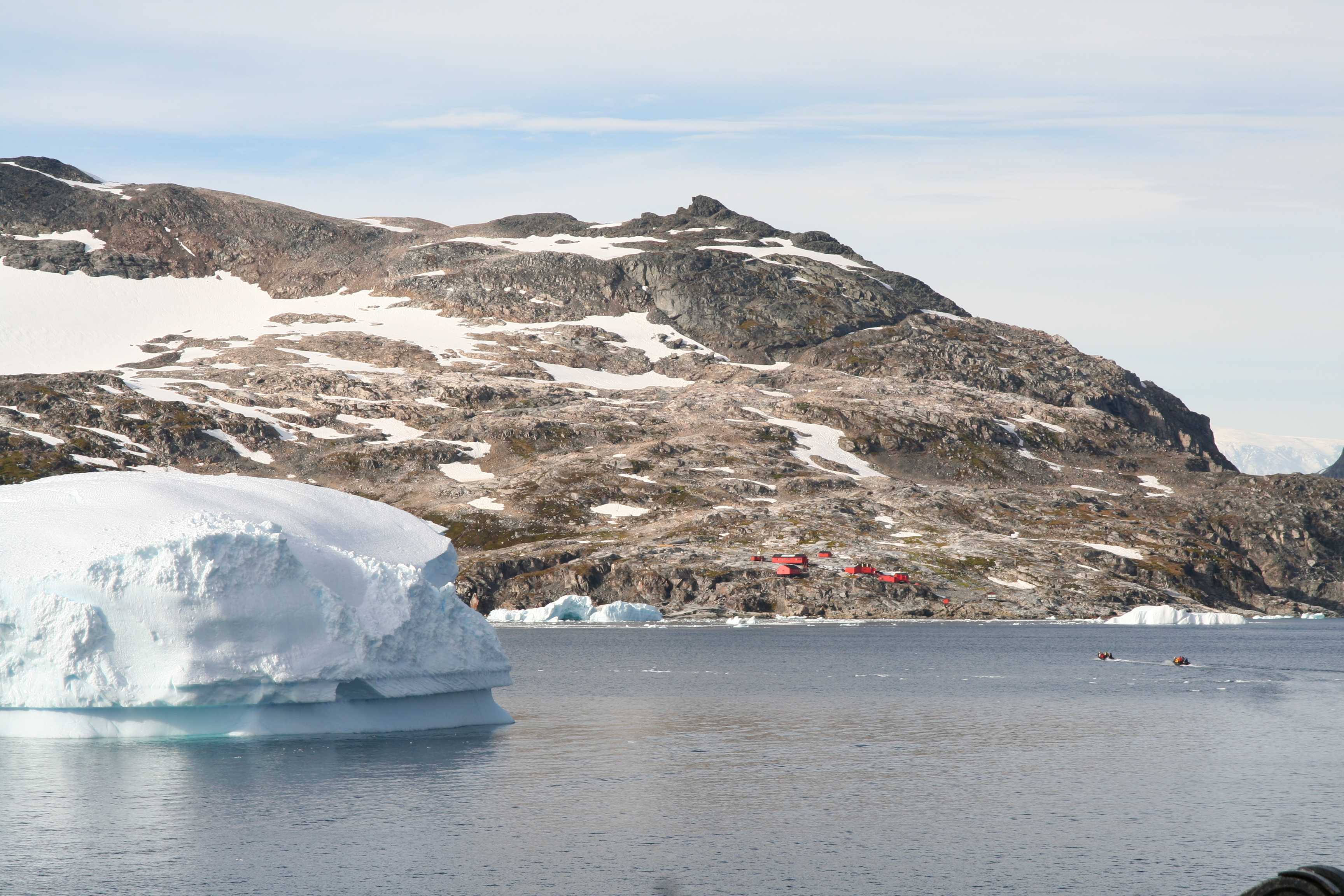
La base argentine Primavera, sur la péninsule antarctique.

Le 2 janvier 1904, l’Argentine acquit la station météorologique implantée par l’Écossais William Speirs Bruce sur l’île Laurie dans les Orcades du Sud, où une équipe de six hommes effectuaient des observations scientifiques. Dans cette station fut installé un observatoire météorologique, lequel servait en même temps de bureau de poste. C’est au civil argentin Hugo Alberto Acuña, employé de l’entreprise publique argentine des postes et télégraphes, qu’il revint de hisser pour la première fois, à titre officiel, le drapeau argentin dans le secteur antarctique argentin, le 22 février 1904. Cet observatoire deviendra la base Orcadas, l’établissement humain permanent le plus ancien existant actuellement sur tout le territoire antarctique.
La corvette argentine ARA Uruguay entreprit un nouveau voyage vers l’Antarctique en 1905 (après avoir largué les amarres dans le port de Buenos Aires le 10 décembre 1904) dans le but de relever l’équipe des Orcades du Sud, de faire voile ensuite vers l’Île de la Déception, et enfin de se diriger vers l’île Wiencke, à la recherche du Français Jean-Baptiste Charcot, dont on croyait l’expédition (1903-1905) perdue. En signe de gratitude pour la collaboration des Argentins à son expédition, Charcot baptisa archipel Argentine un groupe insulaire par lui découvert. L’une de ces îles fut nommée île Galindez en hommage au capitaine de la corvette, Ismael Galíndez, et une autre île Uruguay, en hommage à la corvette argentine de ce nom.
Le gouvernement argentin décida d’ajouter deux observatoires météorologiques, un sur l’île Géorgie du Sud et un sur l’île Wandel, à ceux dont il disposait déjà dans les îles Laurie et Observatorio. L’expédition missionnée pour en installer un dans le port où Charcot avait hiverné en 1904 sur l’île Wandel (actuelle île Booth) partit de Buenos Aires le 30 décembre 1905 à bord de l’Austral, navire qui, placé sous les ordres du lieutenant de vaisseau Lorenzo Saborido, n’était autre que Le Français acheté des mains de Charcot après que celui-ci eut jeté l’ancre devant Buenos Aires en février de la même année. Une fois qu’il eut assuré la relève de l’équipe des Orcades du Sud, il revint à Buenos Aires sans avoir pu rejoindre l’île Wandel. Lors d’une nouvelle tentative, dirigée cette fois par le lieutenant de vaisseau Arturo Celery le 22 décembre 1906, le navire s’échoua sur le banc Ortiz dans le Río de la Plata et coula ; finalement, l’observatoire projeté ne sera jamais construit. En juin 1905, le navire de transport Guardia Nacional, commandé par le lieutenant de vaisseau Alfredo P. Lamas partit relever le personnel de l’observatoire de Géorgie du Sud dans la Baie de Cumberland, rebaptisée baie Guardia Nacional.
Par un décret pris par le Chili le 27 février 1906, l’exploitation industrielle agricole et halieutique sur les îles Diego Ramirez, Shetland du Sud et Géorgie du Sud et sur la Terre de Graham (Terre de O'Higgins/San Martín) fut concédée pour une durée de 25 ans à Enrique Fabry et à Domingo de Toro Herrera, à charge pour eux de veiller à la préservation des intérêts souverains du Chili dans cette zone. L’Argentine protesta formellement le 10 juin 1906 contre ces actions du Chili et l’année suivante, le Chili invita le gouvernement argentin à négocier un traité de partage des îles et de l’antarctique continental américain, mais le traité fut rejeté.
Le 21 juillet 1908, le Royaume-Uni fit part officiellement de ses revendications sur toutes terres sises à l’intérieur des méridiens 20º O et 80º Ó au sud du parallèle 50º S, limite qu’il déplaça en 1917 au sud du parallèle 58º S, vu que comme telle cette revendication eût inclus une partie de la Patagonie.

## Évaluation de la période
Considérée comme une période clef de l’histoire de l'Argentine, ayant à nombre d’égards déterminé la configuration de l’Argentine actuelle, la République conservatrice est interprétée et appréciée de manières très divergentes, en fonction de l’idéologie de qui en fait l’analyse. Libéraux et conservateurs (qui en Argentine constituent en pratique une seule unité idéologique) évaluent la période conservatrice comme « l’âge d’or » de l’histoire argentine,, relevant, entre autres paramètres, que la croissance annuelle du PIB par habitant de l’Argentine était le plus élevé au monde et se situait à 2,5 % en moyenne entre 1870 et 1913, soit au-dessus du niveau atteint par le Canada (2,2 %), par les États-Unis (1,8 %), le Mexique (1,7 %) et l’Australie (0,9 %),.
Selon d’autres grilles de lecture idéologiques en revanche, la période est critiquée pour différentes raisons. Ainsi p. ex. les radicaux, par la bouche en particulier d’historiens tels que Félix Luna (et dont quelques-uns ne nient certes pas la caractérisation positive de la situation économique), soulignent l’absence d’une démocratie réelle ; les péronistes, par leurs porte-voix comme l’historien José María Rosa, font valoir que durant la période a été mis en place un mode d’organisation économique de dépendance, dans lequel le durable essor économique ne fut pas mis à profit pour impulser le développement industriel ni réaliser l’indépendance économique de l’Argentine ; et la gauche, par le truchement d’historiens comme Hernán Rosal, rejettent l’évaluation favorable basée sur le seul critère économique, au motif que les couches les plus modestes n’ont que fort peu bénéficié de la richesse produite,,.